# Museo civico al Castello Ursino
Il Museo civico di Catania è situato all'interno del Castello Ursino dal 20 ottobre 1934.

## Origine

Pianta del primo piano del Castello Ursino, le cui sale ospitano le collezioni Biscari-Benedettini.

Dopo la chiusura del Museo Biscari (tra le più importanti collezioni d'Europa del tempo, definito da Dominique Vivant Denon una "lodevole raccolta") e il sequestro della Collezione dei Benedettini, a Catania si avvertì ben presto la necessità di un Museo Civico. La sua apertura tuttavia avvenne non prima del 1934 su un primo progetto di Guido Libertini, al tempo soprintendente alle Antichità di Catania. La scelta dell'ubicazione ricadde sul Castello Ursino, unico monumento cittadino abbastanza capiente per ospitare la collezione benedettina a cui presto si aggiunsero i reperti acquistati dagli eredi del Principe di Biscari, la collezione Zappalà-Asmundo e molte donazioni private. Il Museo si avvaleva così di tre importanti collezioni che comprendevano le sezioni archeologica, medievale, rinascimentale e moderna.
A causa di problemi burocratici e di reperimento di fondi per la necessaria ristrutturazione, il museo è successivamente rimasto chiuso per moltissimi anni.

## Il Museo

### Sezione Archeologica
La riapertura del primo piano del museo (avvenuta nel 1999) permette di ammirare parte delle sculture di epoca ellenistica e romana fra cui spiccano la testa di efebo del VI secolo a.C., ritrovata negli scavi dell'antica Leontinoi e appartenuto a Ignazio Paternò Castello,  recentemente ricongiunta all'acefalo Kouros esposto al Museo Paolo Orsi di Siracusa), la statua di Ercole di III secolo proveniente dagli scavi del palazzo Zappalà in via A. di Sangiuliano a Catania, il monumentale torso di imperatore Giulio-Claudio raffigurato come Giove. Inoltre molti frammenti decorativi provenienti dal Teatro e pregevoli mosaici pavimentali provenienti da diverse parti della città (spicca sugli altri un invitante "Vtere Feliciter", augurio che faceva da ingresso al ninfeo di piazza Dante). Pure di notevole importanza (soprattutto per la storiografia Siciliana di età imperiale e per le funzioni pubbliche) il cippo monumentale di Q. Atilius, chiamato cippo Carcaci e il frammento di decorazione (dato l'aspetto probabilmente in origine dovette essere parte di una colonna istoriata) proveniente dagli scavi presso la Porta delli Canali (oggi Porta di Carlo V), trovati entrambi a Catania.
Notevoli i due portali rispettivamente del XIII e XV secolo. Quest'ultimo situato nel cortile è un importante documento del periodo in cui il Castello fu sede di prigione, con le scritte (firme, poesie, disegni) incise dai condannati sugli stipiti.
Esiste anche una notevole collezione numismatica ricca di preziose monete greche e romane.
Per finire una ricca collezione di crateri greci fra cui spicca un cratere attico raffigurante Perseo che decapita la Gorgone.

### Pinacoteca
Nel 1995 venne riaperta un'ala del maniero per rendere fruibile la parte relativa alla pinacoteca. Tra le opere esposte ricordiamo una piccola raccolta di tavolette bizantine, San Cristoforo di Pietro Novelli, Natività di Geraci (copia della Natività di Caravaggio, trafugata a Palermo nel 1969), Madonna in trono con il Bambino di Antonello de Saliba, Cristo deriso e Morte di Catone del fiammingo Matthias Stomer, l'Ultima cena di Luis de Morales (XVI secolo), ma anche alcune tele di Mattia Preti (San Luca Pittore), Gaspare Serenarlo, Mariano Rossi (Martirio di sant'Agata), Giuseppe Patania (Sibilla), El Greco (Ritratto di Gentiluomo), Michele Rapisardi (Testa di Ofelia pazza, I vespri Siciliani) e Malinconia di Domenico Fetti, ma anche opere dei pittori Antonino Gandolfo e Giuseppe Gandolfo.

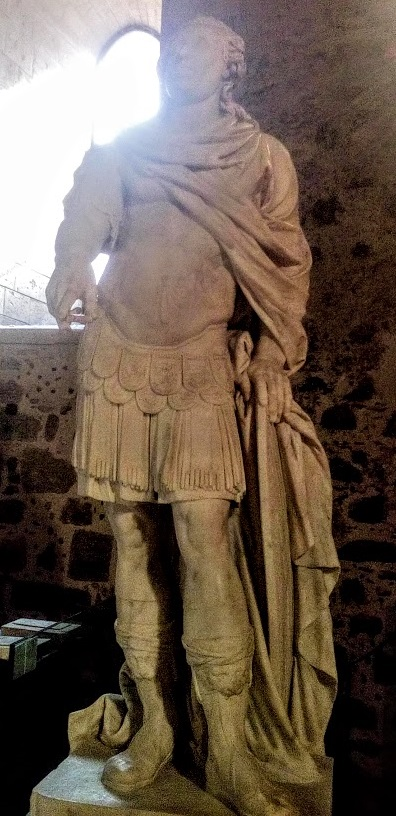
Statua raffigurante Ignazio Paternò Biscari, di Antonio Calì.

## Sale Museali

### Piano terra

#### Salone d'Armi

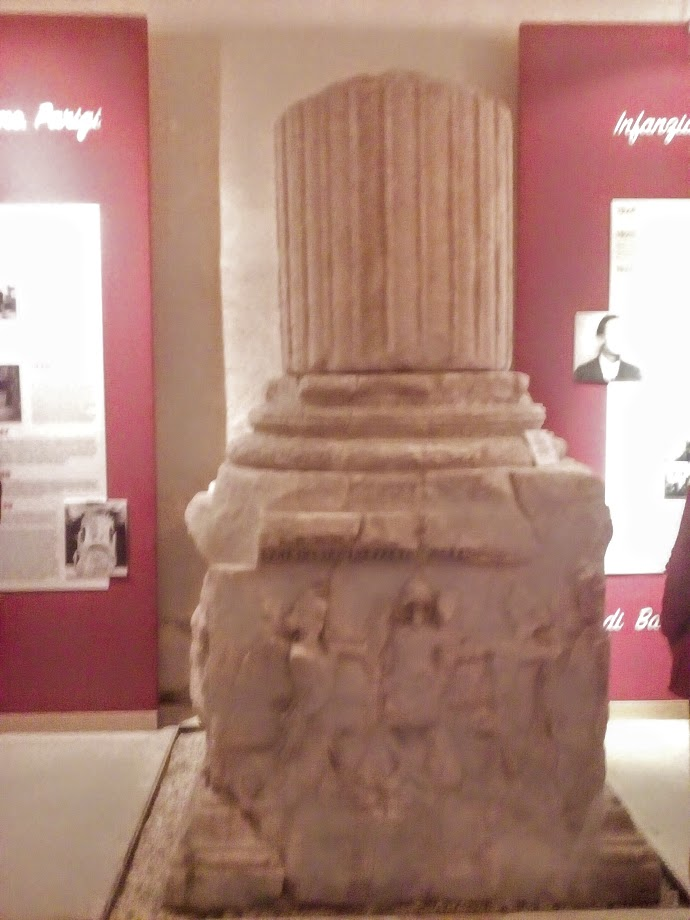
Plinto Romano

Appena entrati nel castello, ci si trova davanti alla biglietteria. In quella stessa sala sono esposte alcune epigrafi giudaiche e l'epigrafe proveniente dalla loggia senatoria medievale che proclamava la cacciata degli ebrei del 1492 da Catania. È esposta una copia dell'Epigrafe di Iulia Florentina, conservata al Museo del Louvre. Su un basamento si trova la statua di Ignazio Paternò Castello, V principe di Biscari, opera di Antonio Calì oppure, secondo una recente indagine, dell'architetto e scultore Gioacchino Calì. Accanto ad essa si trova un'edizione del suo libro, Viaggio per le Antichità della Sicilia, corredato dal suo ritratto inciso da Antonio Zacco. Sono esposti varie parti di un Mosaico romano raffigurante i mesi. Infine sono qui conservate una chiave di volta medievale ed un cannone seicentesco recuperati durante lavori nel fossato del castello. Alla parete è appesa un'epigrafe cinquecentesca che cita un castellano di Toledo.
In questa sala è anche conservata la grande collezione d'armi, che comprende portapolvere in metallo del XVI sec., delle pistole tedesche (del XVI sec., alcune delle quali dell'artigiano) e dei portapolveri seicenteschi decorati ad incisione provenienti dalle collezioni Benedettine.

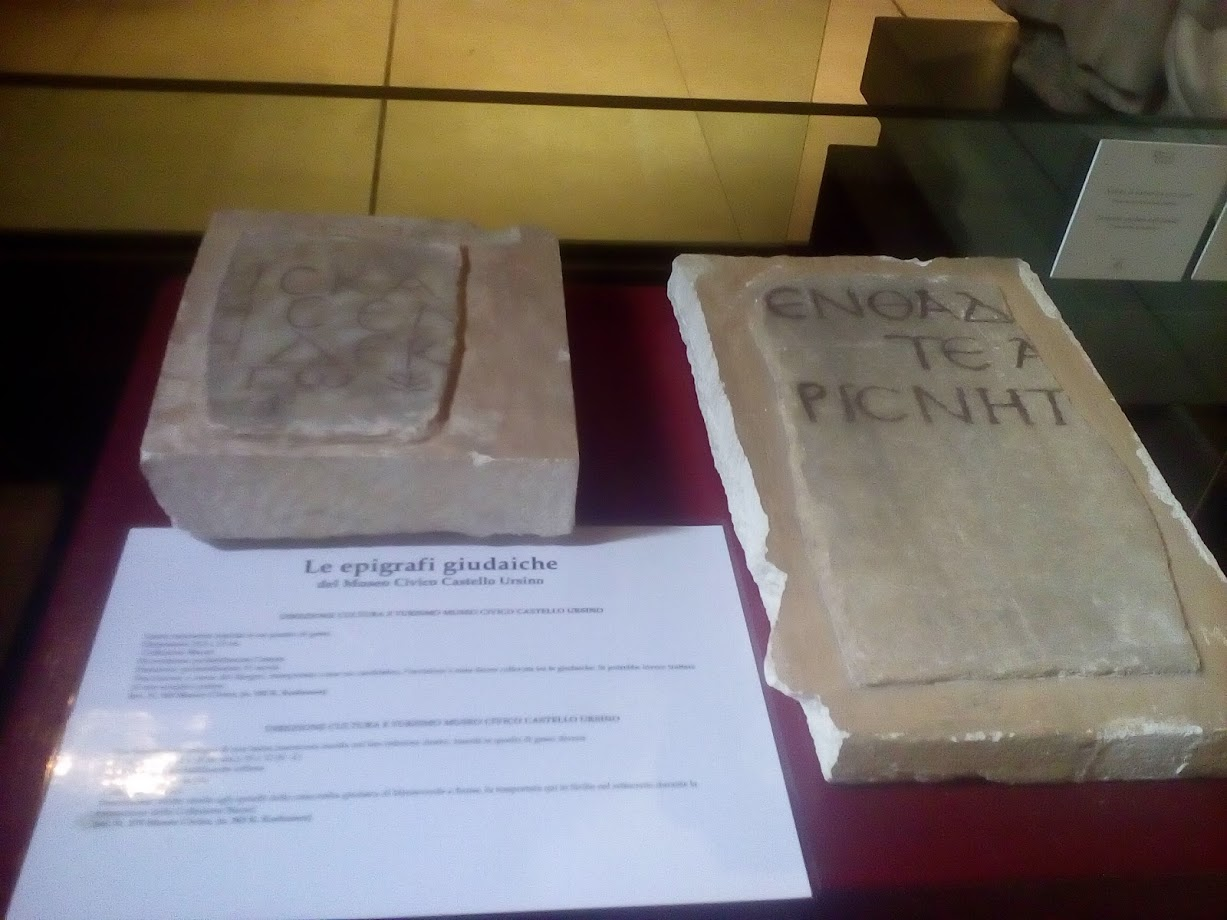
Epigrafi Giudaiche
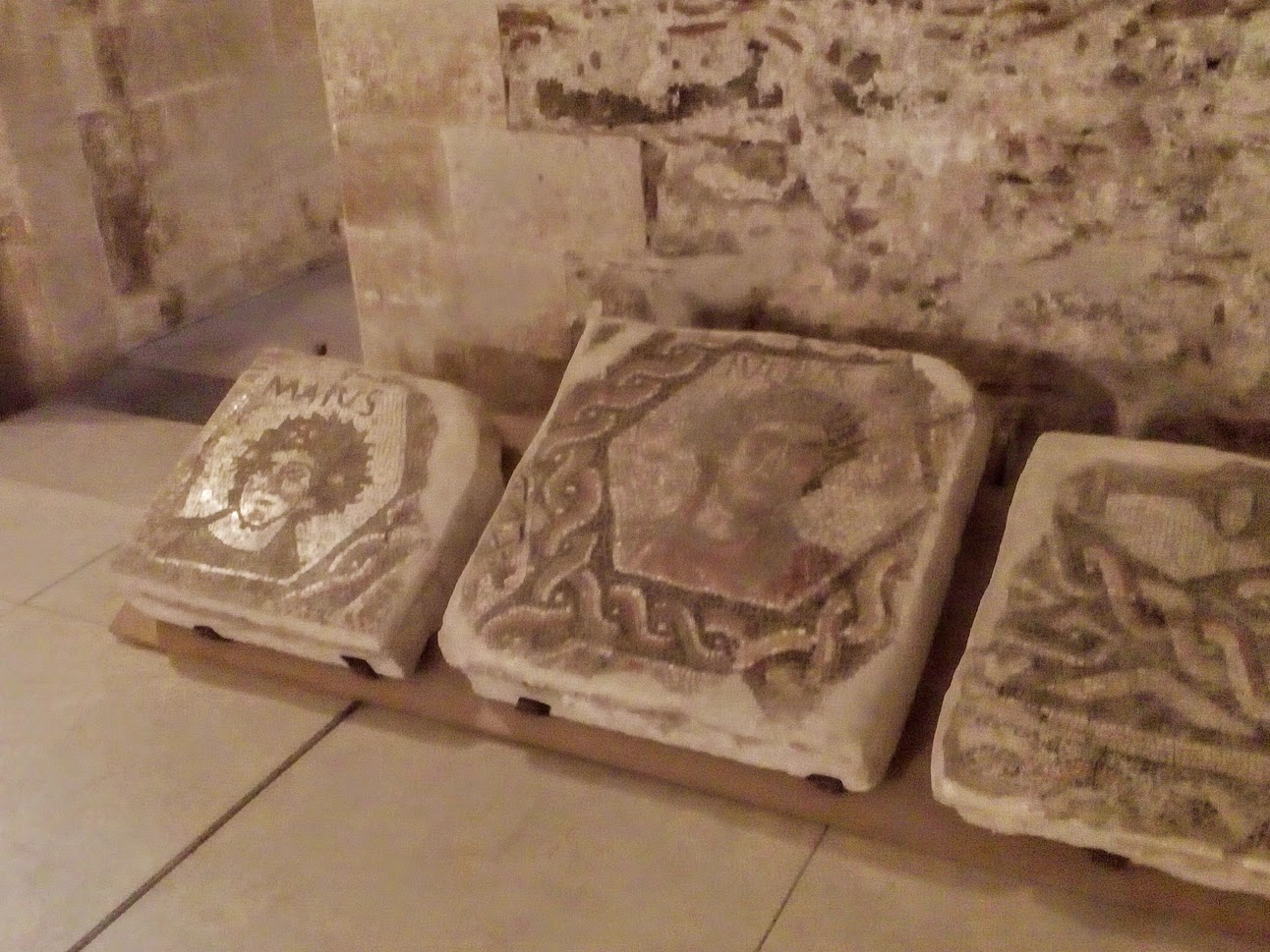
Mosaico dei Mesi
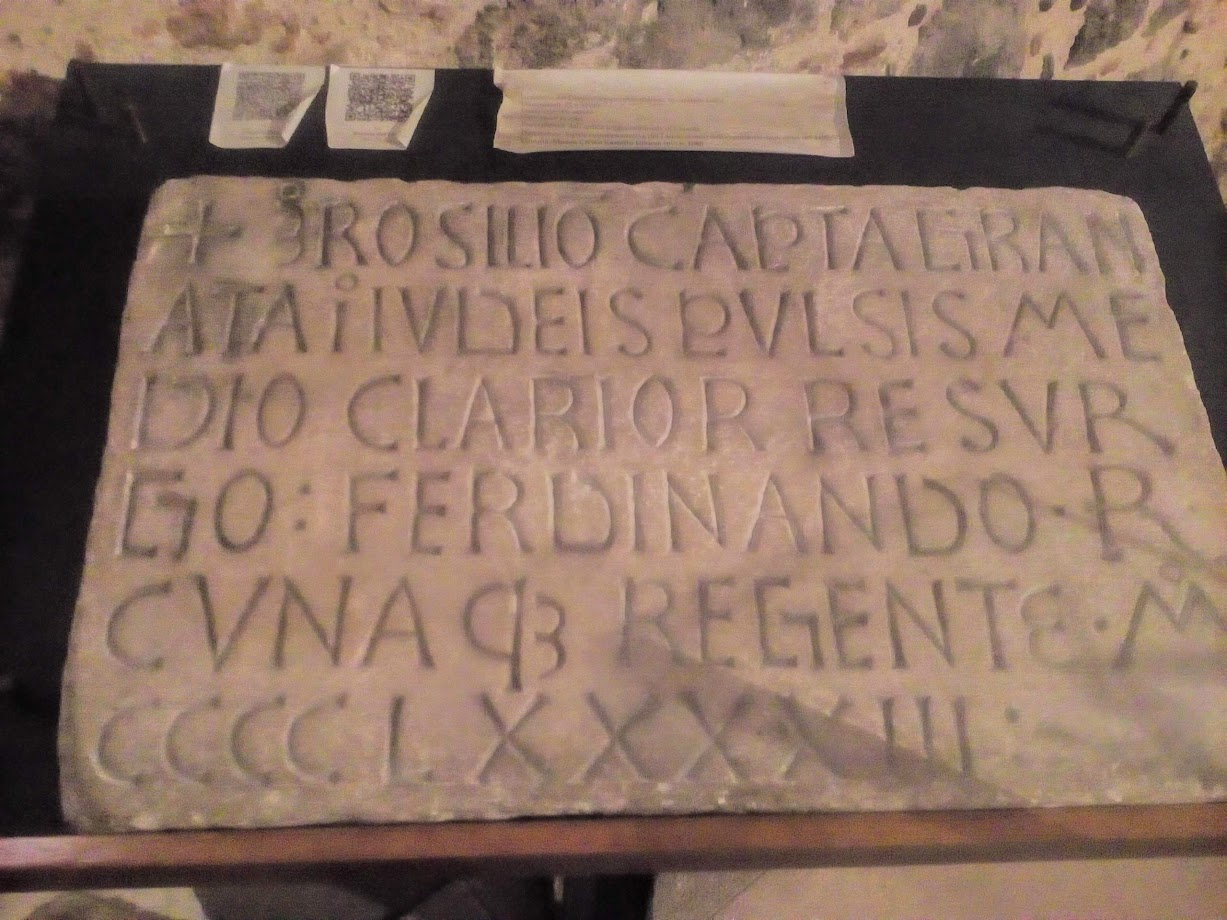
Iscrizione per la cacciata degli ebrei del 1492
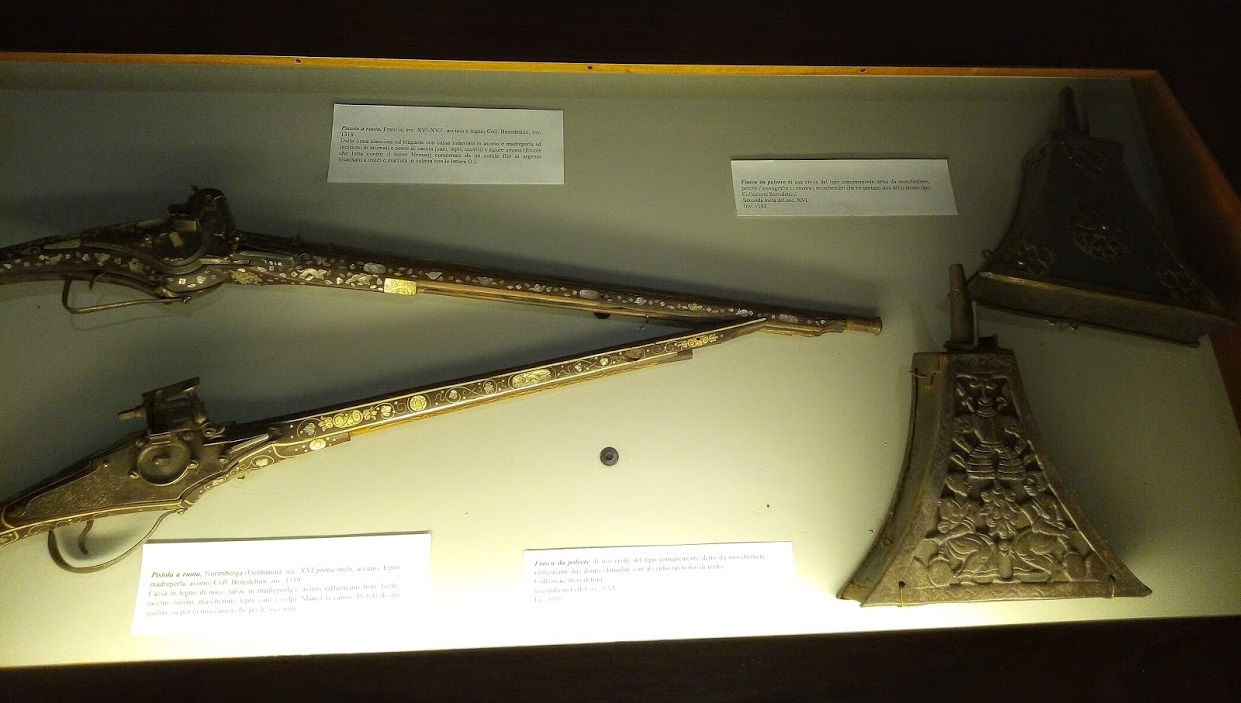
Pistole e Portapolveri (XVI - XVII sec.)
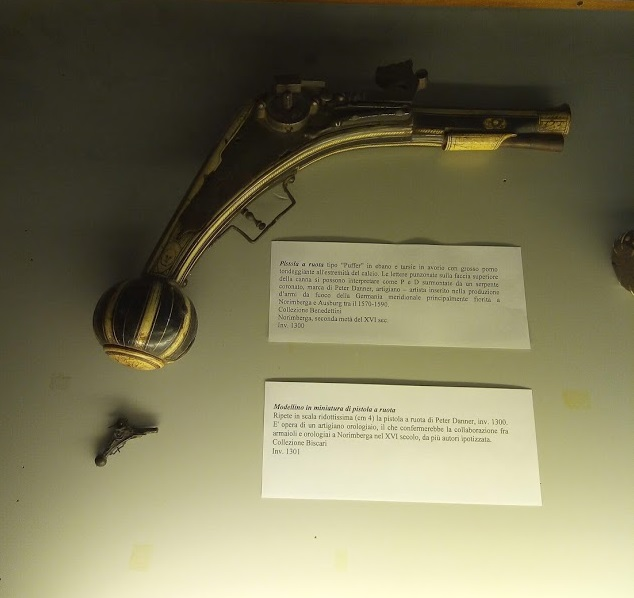
Pistole (XVI sec.)
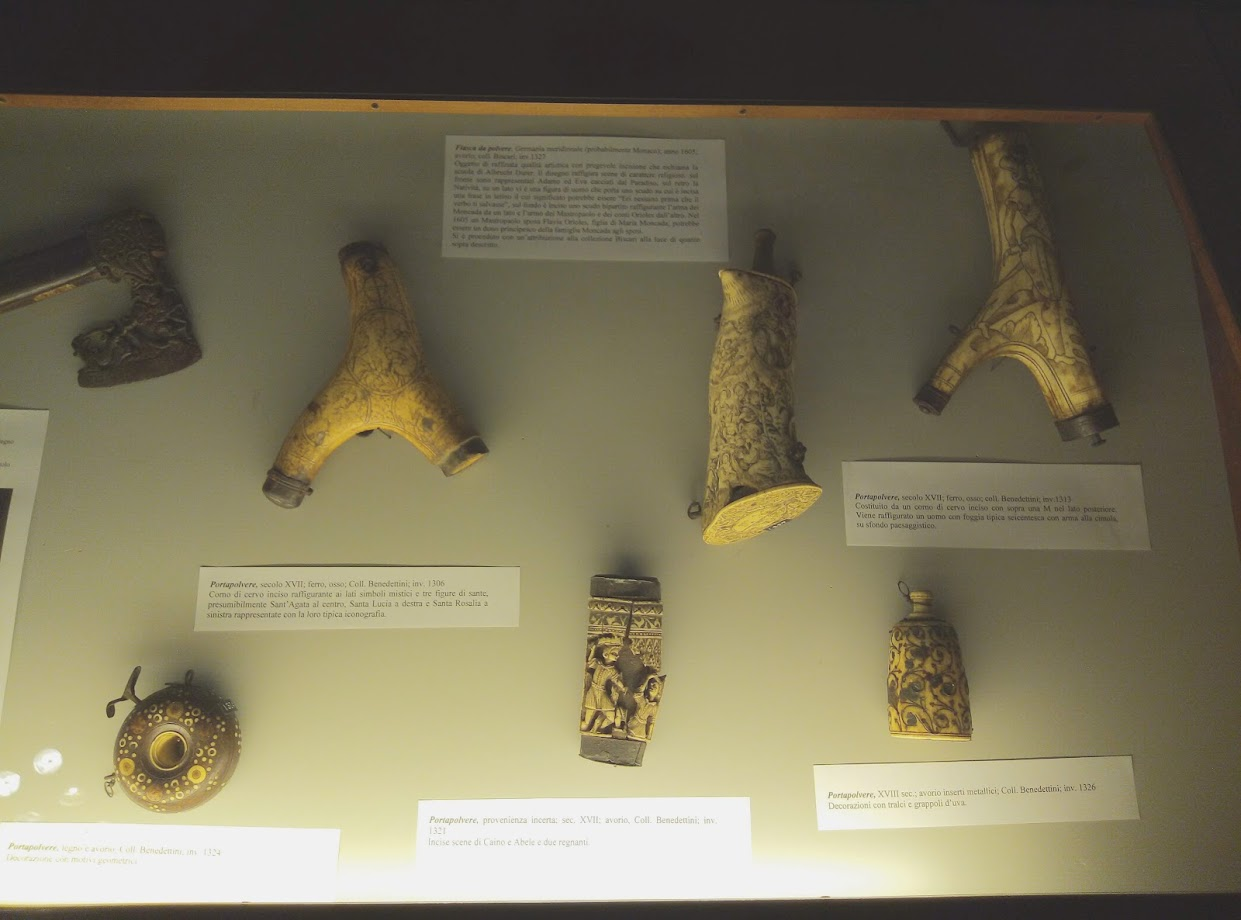
Portapolveri (XVII sec.)
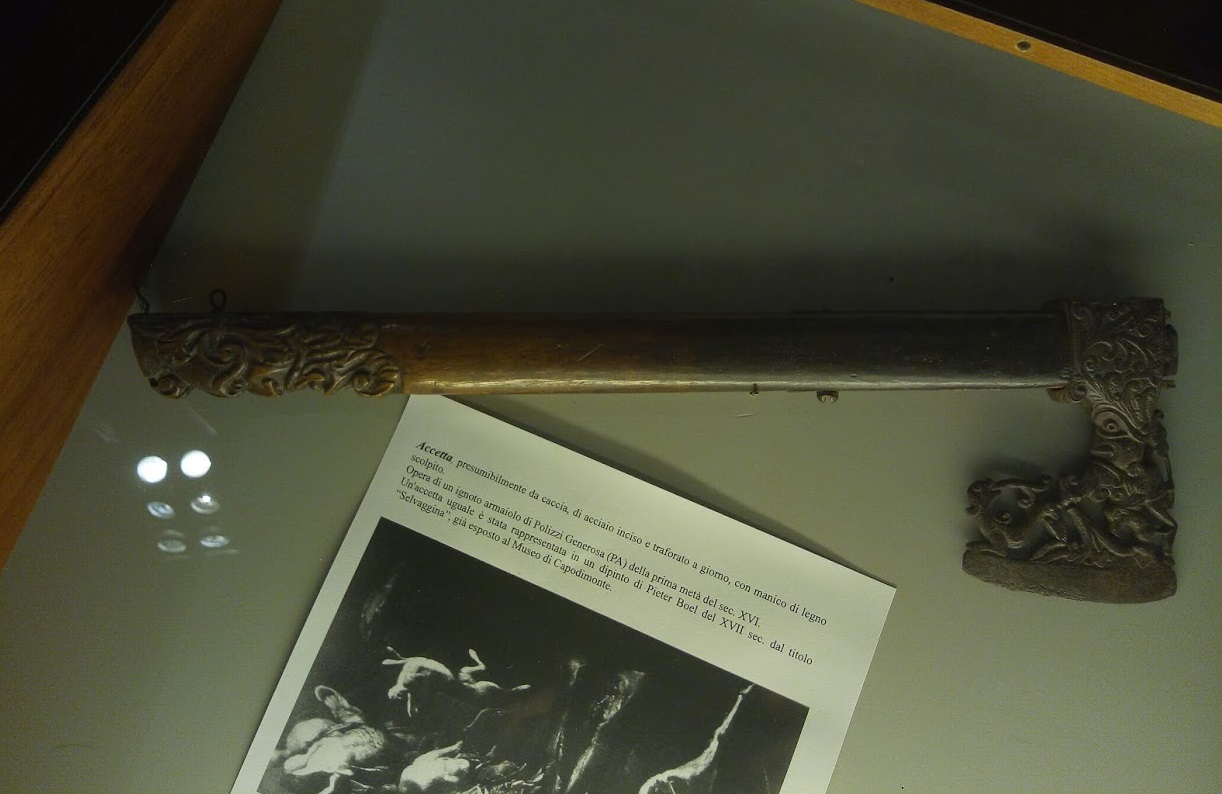
Ascia (XVI sec.)
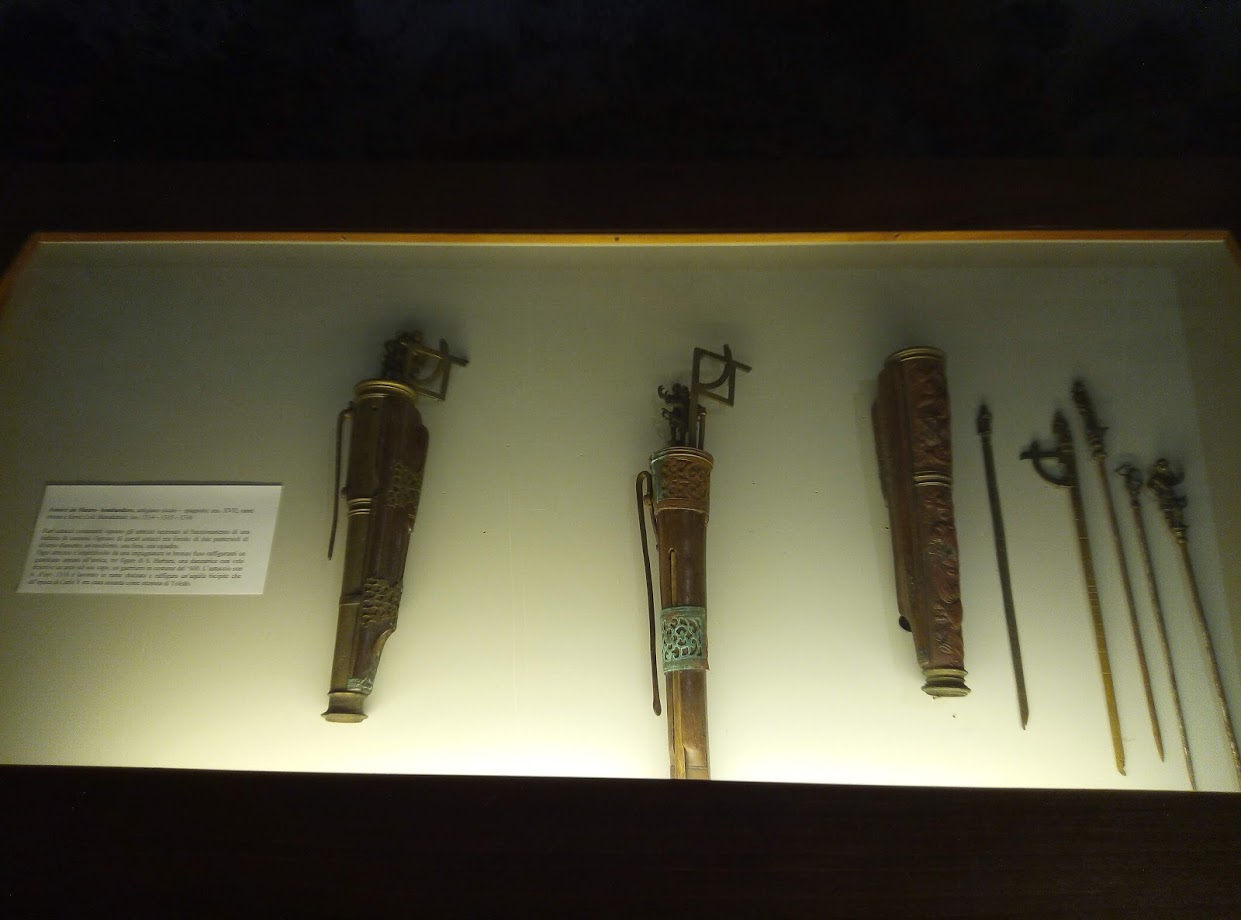
Armi (XVII sec.)

#### Sala di raccordo nord
In questa sala ed in quella successiva sono esposte opere perlopiù provenienti dal teatro romano. Tra le principali, un plinto romano, rinvenuto da Biscari durante gli scavi al teatro romano nel 1770. Sul fronte è rappresentato un trofeo incoronato da due vittorie alate e sul fianco sinistro presenta due prigionieri barbari. Sul fianco destro è rappresentata una donna seduta che regge una lancia. Sono qui presenti anche una statua colossale acefala, un torso di Hermes e la base di un cratere neoattico.

#### Torre delle Bandiere
Qui sono esposti frammenti di mosaici romani, una statua di ercole e la copia in gesso del sarcofago di Costanza d'Aragona.

#### Salone delle scuderie
Tra le principali opere esposte in questa sala ci sono:
- Un mosaico proveniente dalle Terme Achilliane, ornato da putti che invitano a godere del soggiorno alle terme (“Vtere Feliciter”)
- Due frammenti di un fregio che rappresenta una Gigantomachìa risalente al III secolo d.C.
- Un Torso virile dedicato a Giove, ritrovato vicino al convento di Sant'Agostino dal principe Biscari nel 1737.
- Una statua raffigurante Ercole con pelle di leone, del II sec.

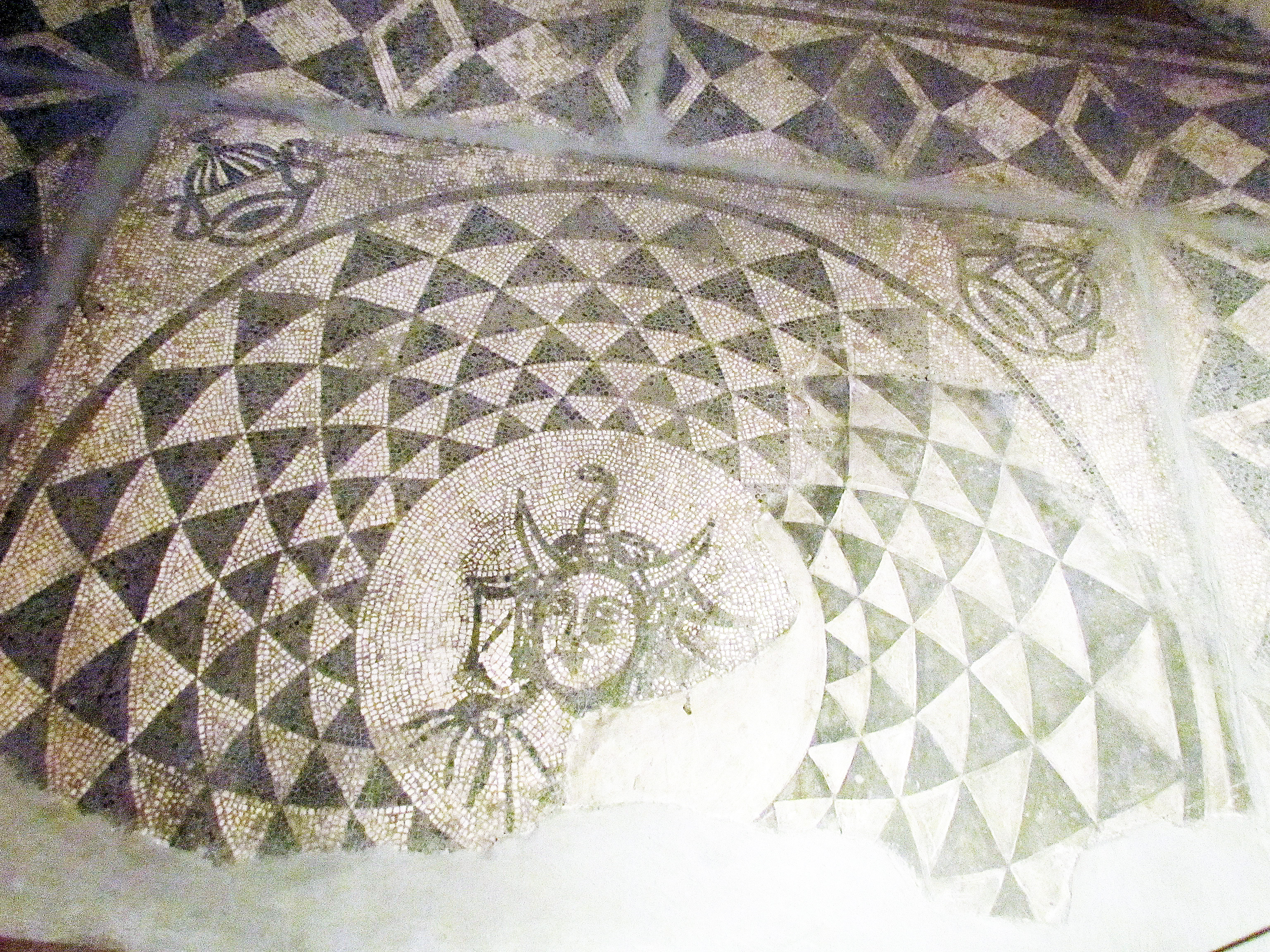
Mosaico Romano raffigurante l'Africa.

- Copia ridotta dell'Ercole Farnese, II sec.
- Un plinto con delfini dal teatro.

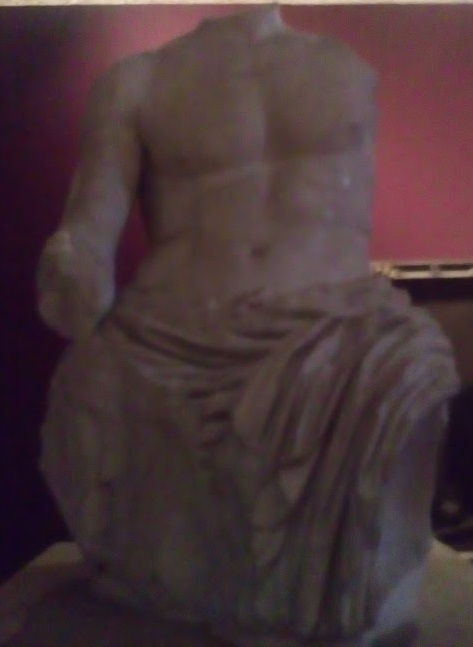
Torso di Giove
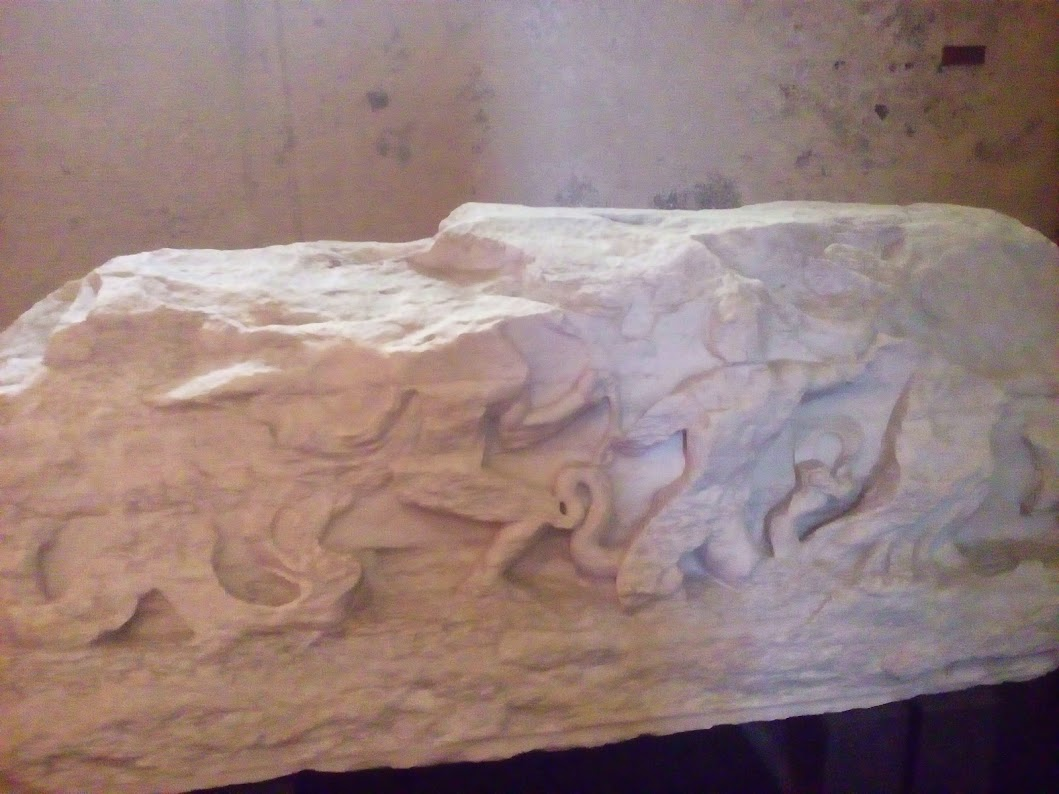
Fregio con Gigantomachia
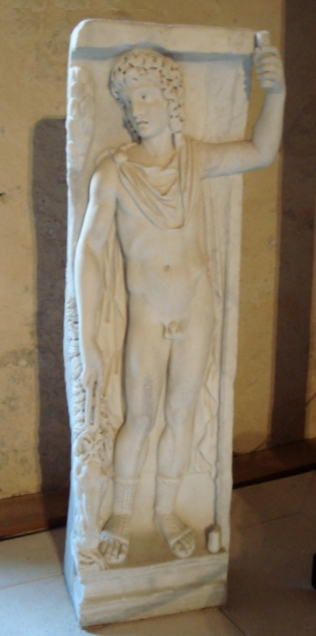
Bellerofronte, II d.C.
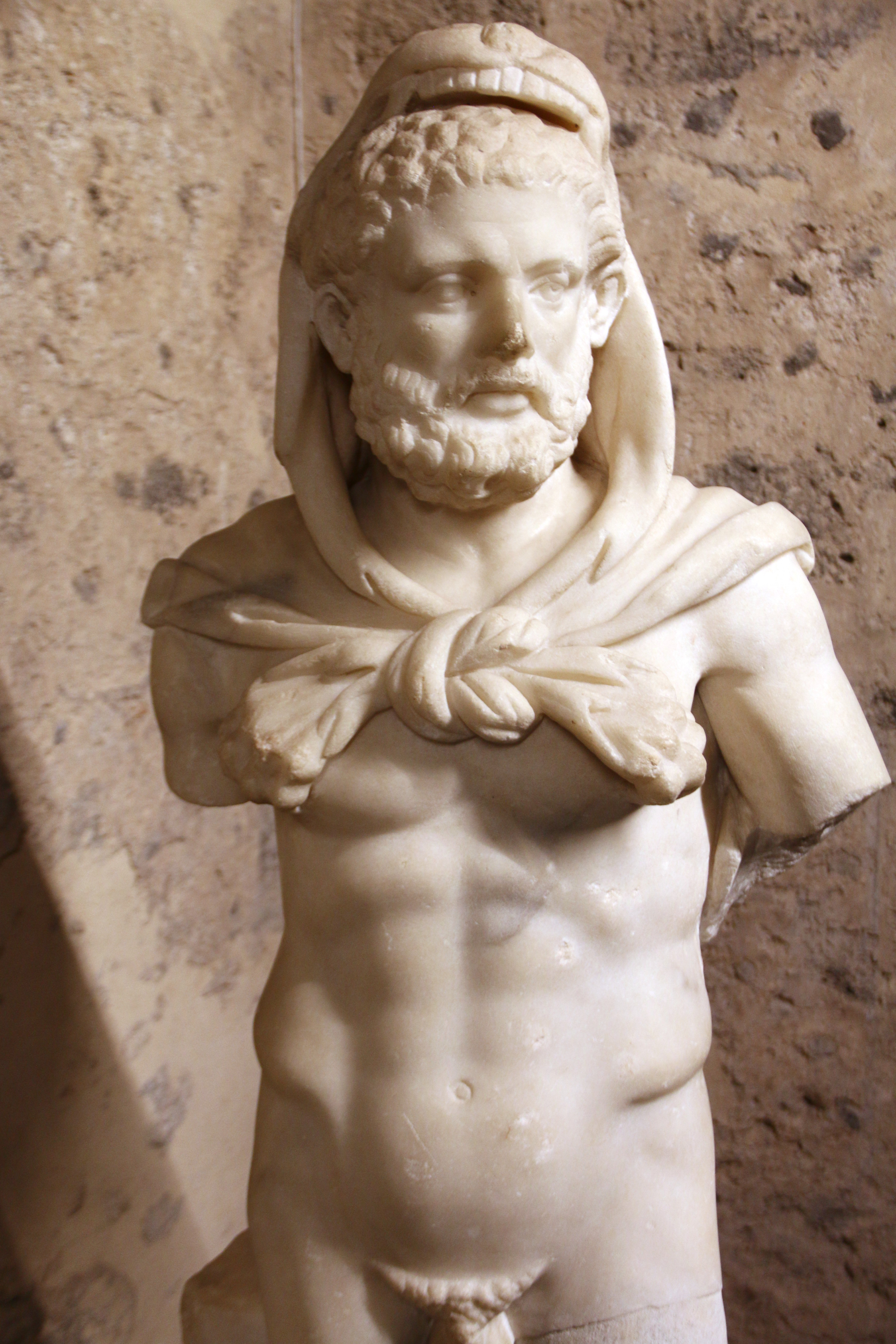
Ercole con pelle di leone, II sec. d.C.
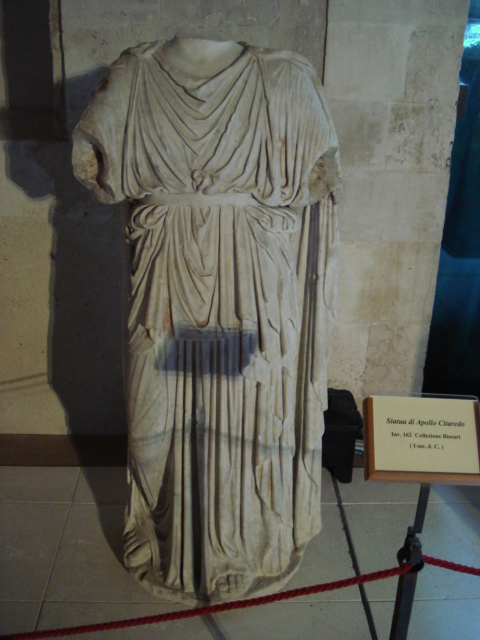
Apollo citaredo, I sec.  d.C.

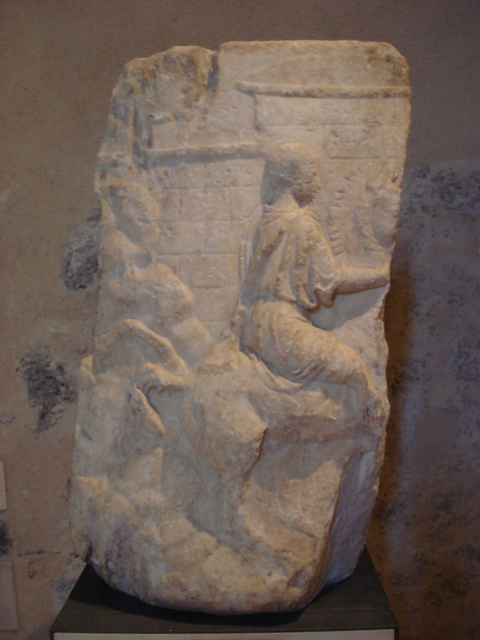
Rilievo con cavaliere da colonna istoriata.

#### Sala
In questa sala, in alcune vetrine, sono esposte molte statuine fittili. Tra le principali ci sono Afrodite, Cagnolino in lotta con un gallo, Ninfa su uno scoglio ed infine una testa preistorica.
Degna di nota è una scultura che rappresenta un ariete colossale. L'opera più importante è il frammento con cavaliere, probabilmente proveniente da una colonna istoriata, ritrovato nei pressi di porta Carlo V.

#### Torre del Sale
Chiamata così per il suo utilizzo come deposito, conserva al suo interno un mosaico romano raffigurante l’Africa ed una testa muliebre egizia.

#### Sala di San Giorgio o della Cappella
Qui sono esposti i bronzetti figurati, circa 2000, di cui 1600 appartengono alla collezione dei Benedettini e gli altri a quella dei Biscari. Sono presenti bronzetti di età arcaica, sicelioti, magno-greci, etrusco-italici ed ellenistici.
Si può ammirare il rilievo marmoreo di Demetra e Core, ritrovato nel 1930 nella collina di Montevergine e databile al 420 a.C. La donna a sinistra è Demetra, che solleva un lembo del suo peplo, a destra la figlia Core indossa il chitone, e con la mano destra sorregge una fiaccola per farsi luce forse nell'ade; la scena non appare completa a destra poiché il rilievo è danneggiato. Ai piedi di Core c'è un cratere.

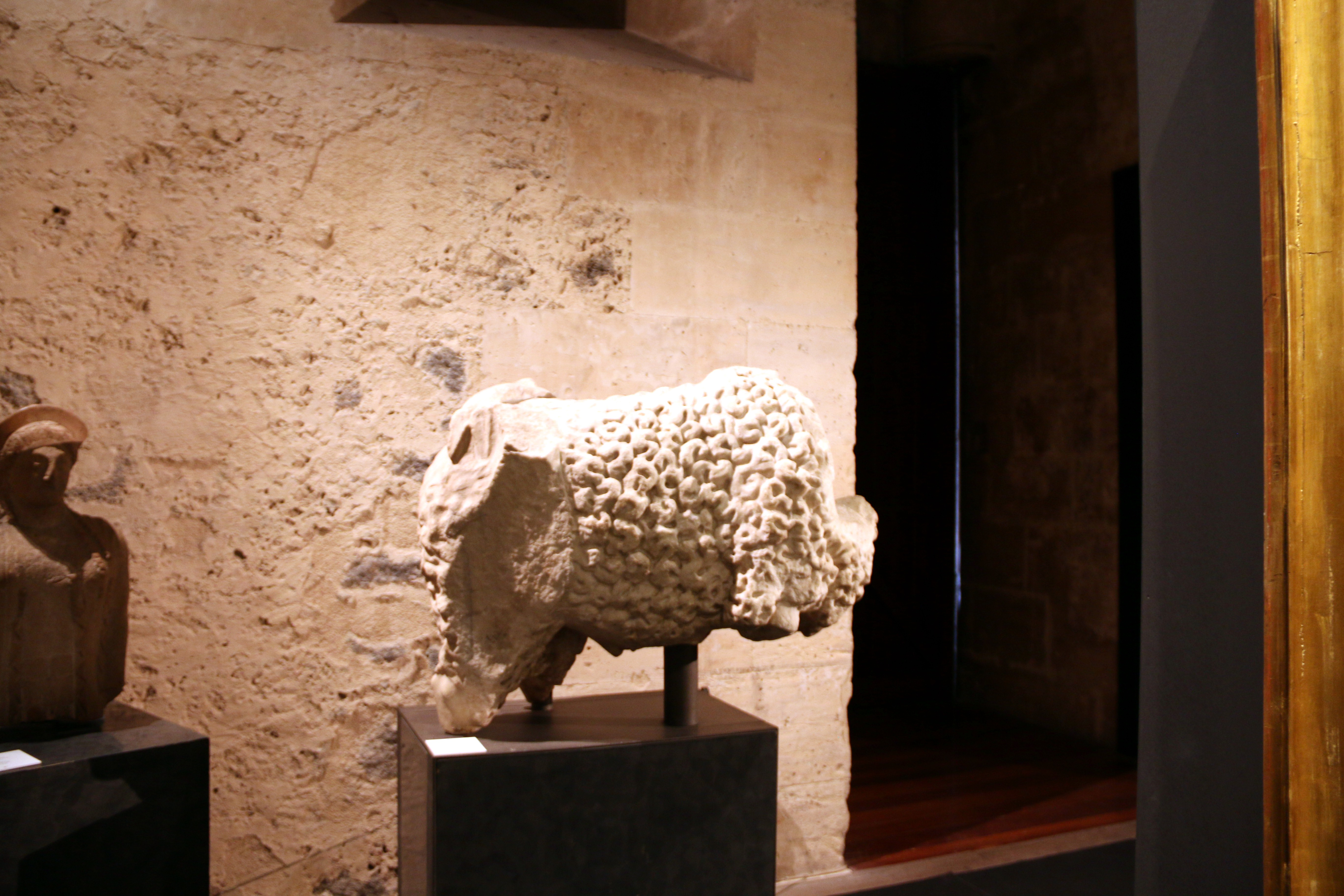
Ariete Colossale, II sec. d.C.

Nella sala sono presenti molti vasi greci. Un esempio molto rilevante di ceramica a figure rosse è il Cratere con Perseo e Medusa, proveniente dagli scavi di Camarina, vi è rappresentato Perseo che mostra la testa di Medusa a Polidette.

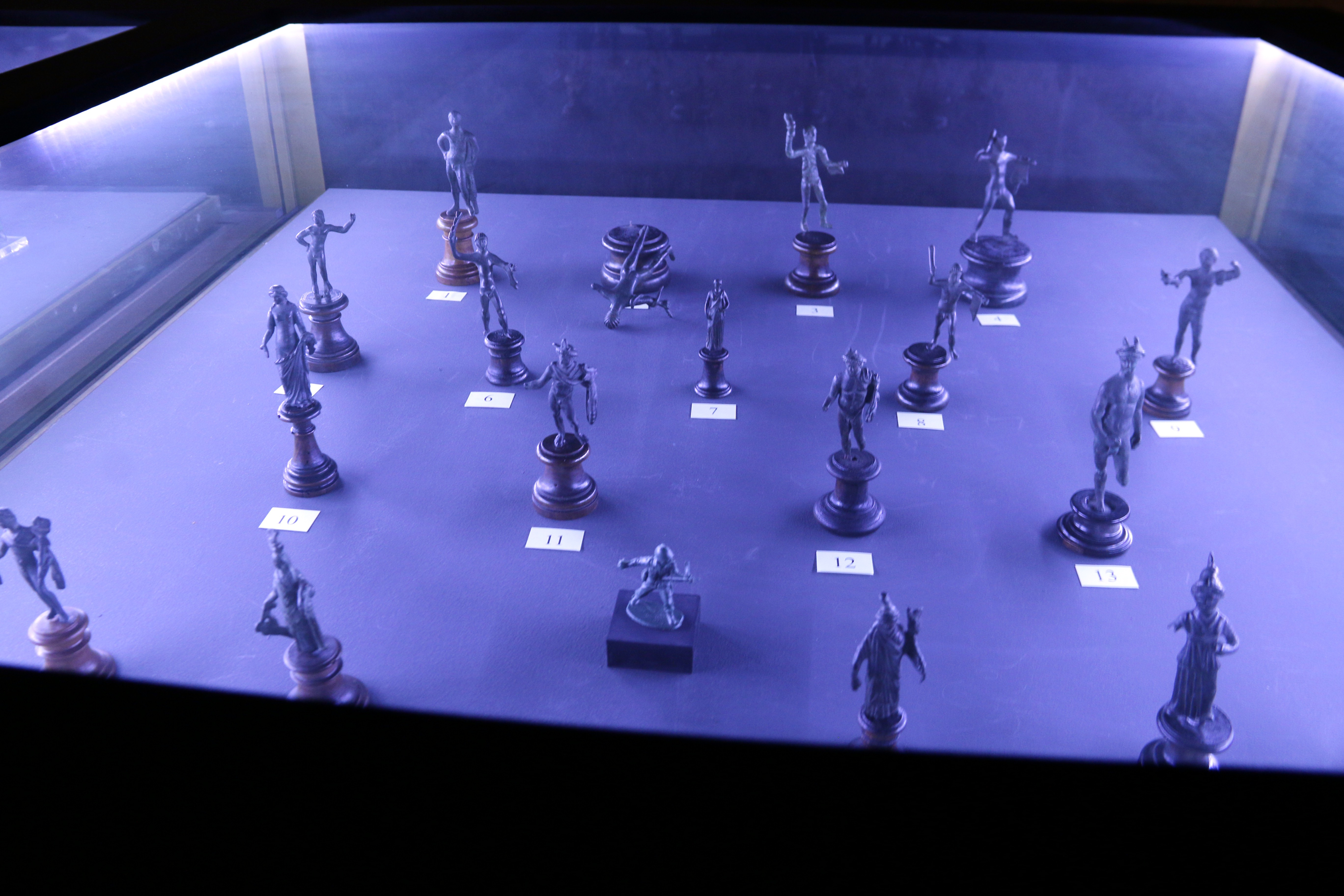
Bronzetti
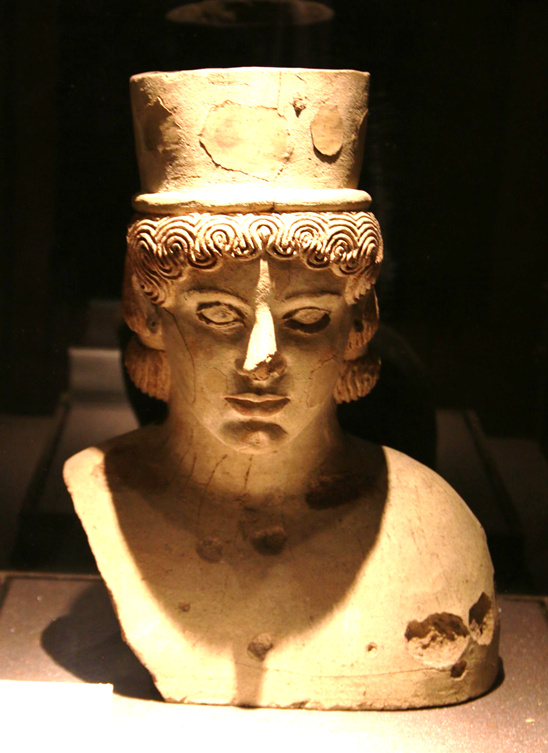
Busto di Demetra, V sec. a.C.
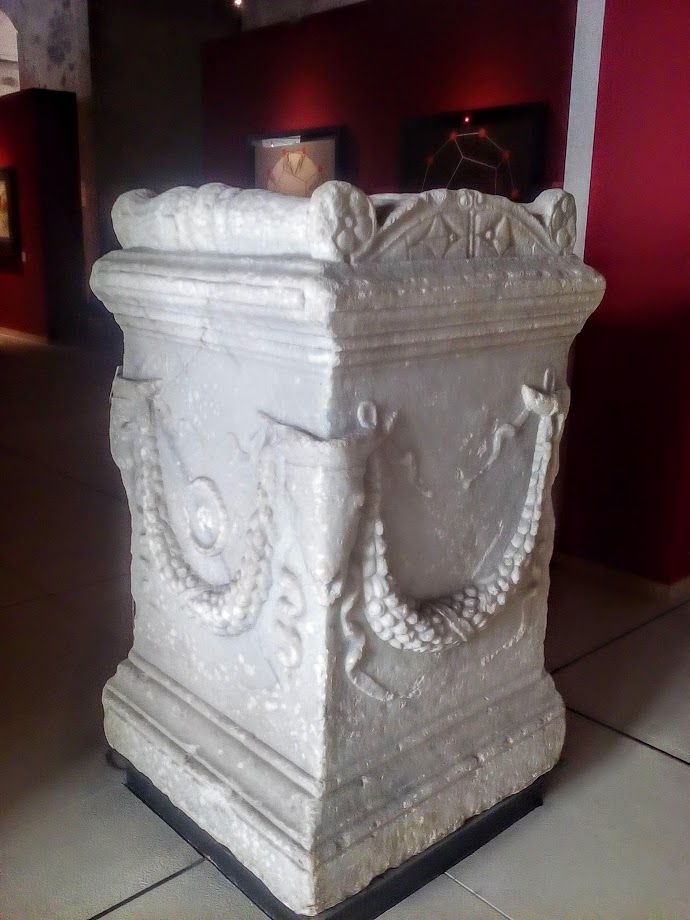
Cippo Carcaci

#### Altre Sale
Nelle altre sale sono conservate perlopiù epigrafi e statue, facente parte della mostra permanente "Voci di Pietra":

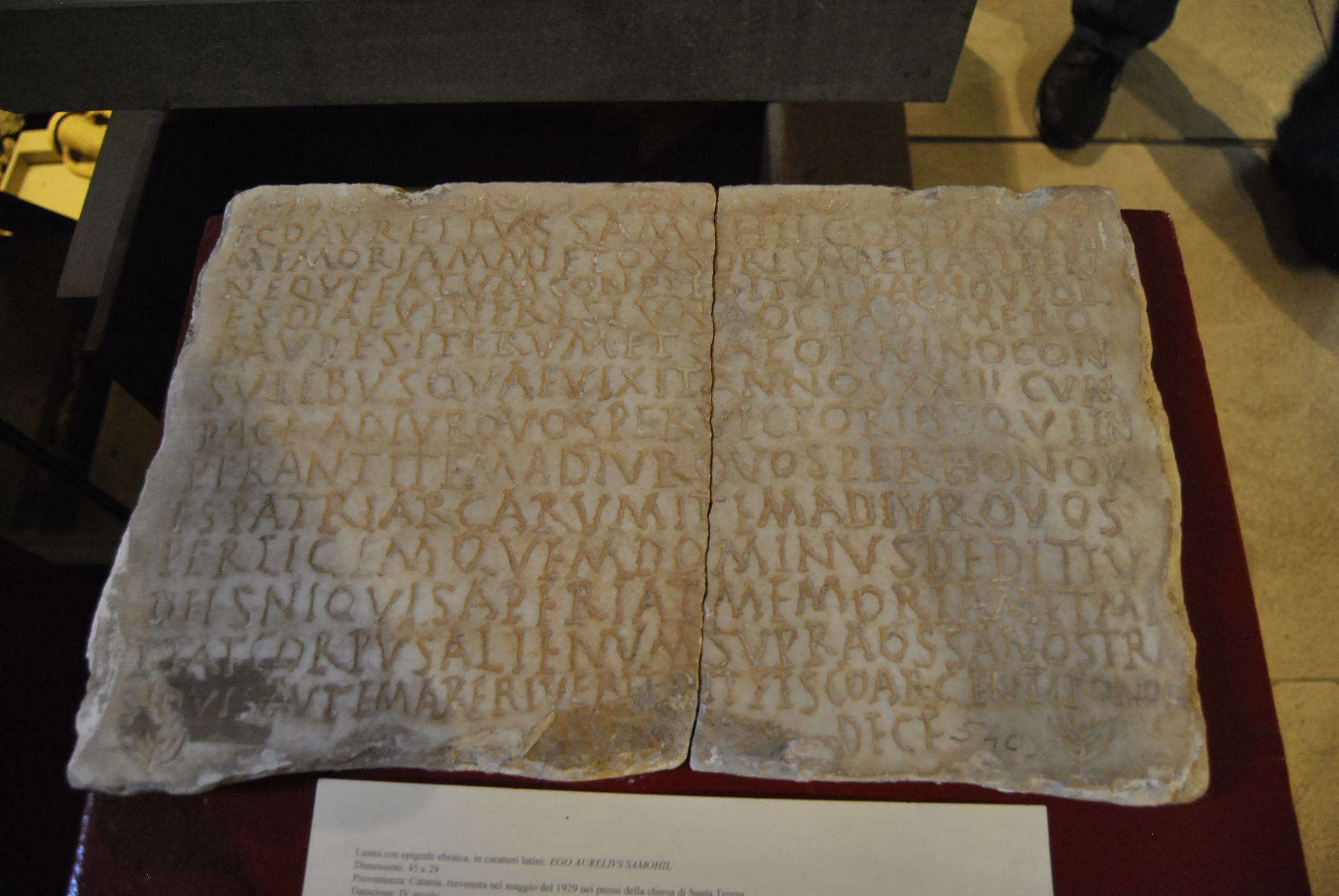
Epigrafe Aurelio Samohil
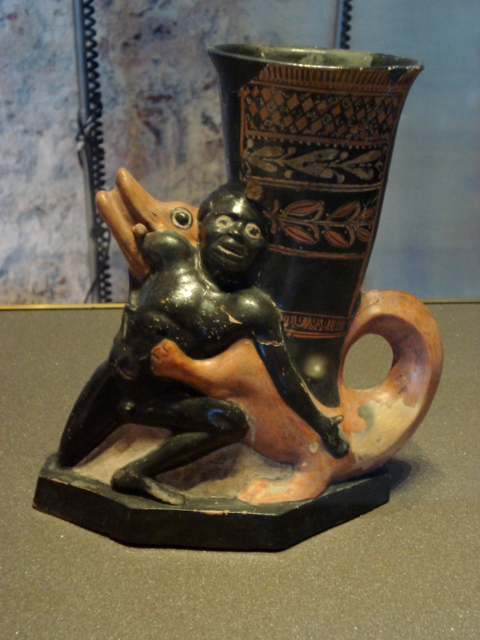
Ryhton attico
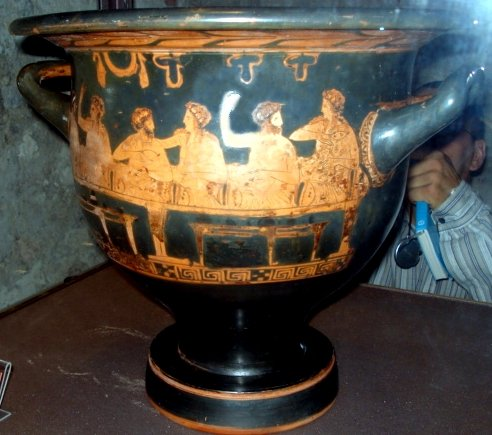
Cratere attico con scena di Simposio
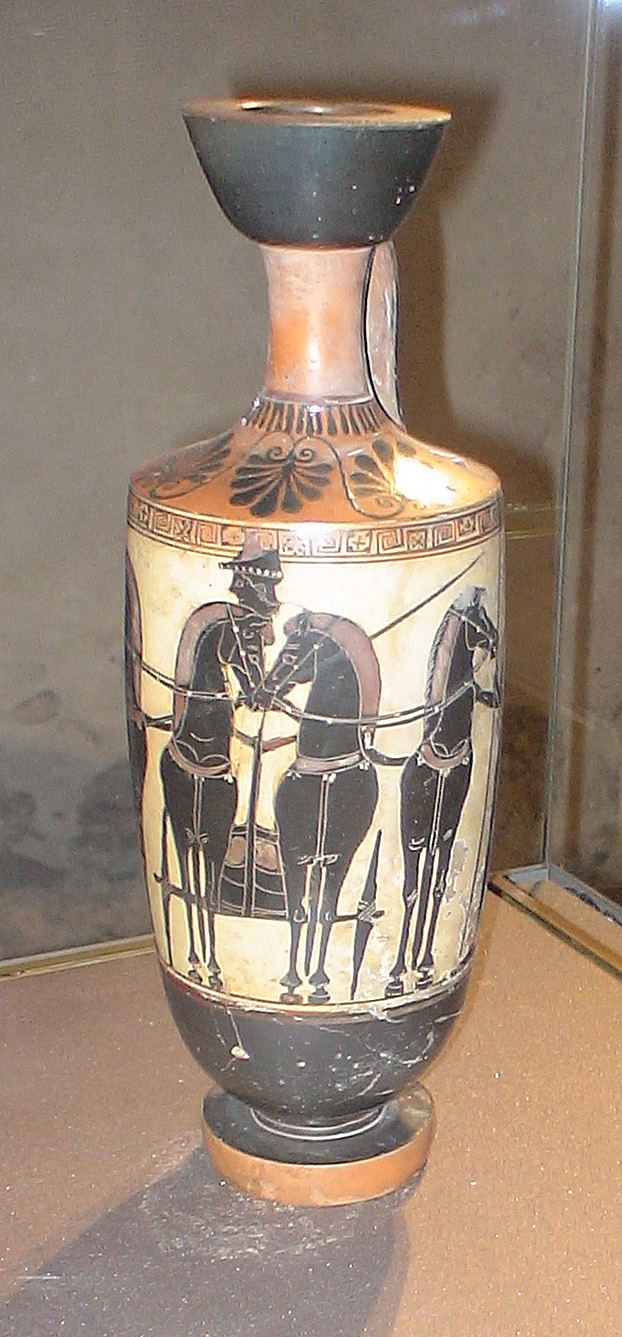
Lekythos attico a figure nere
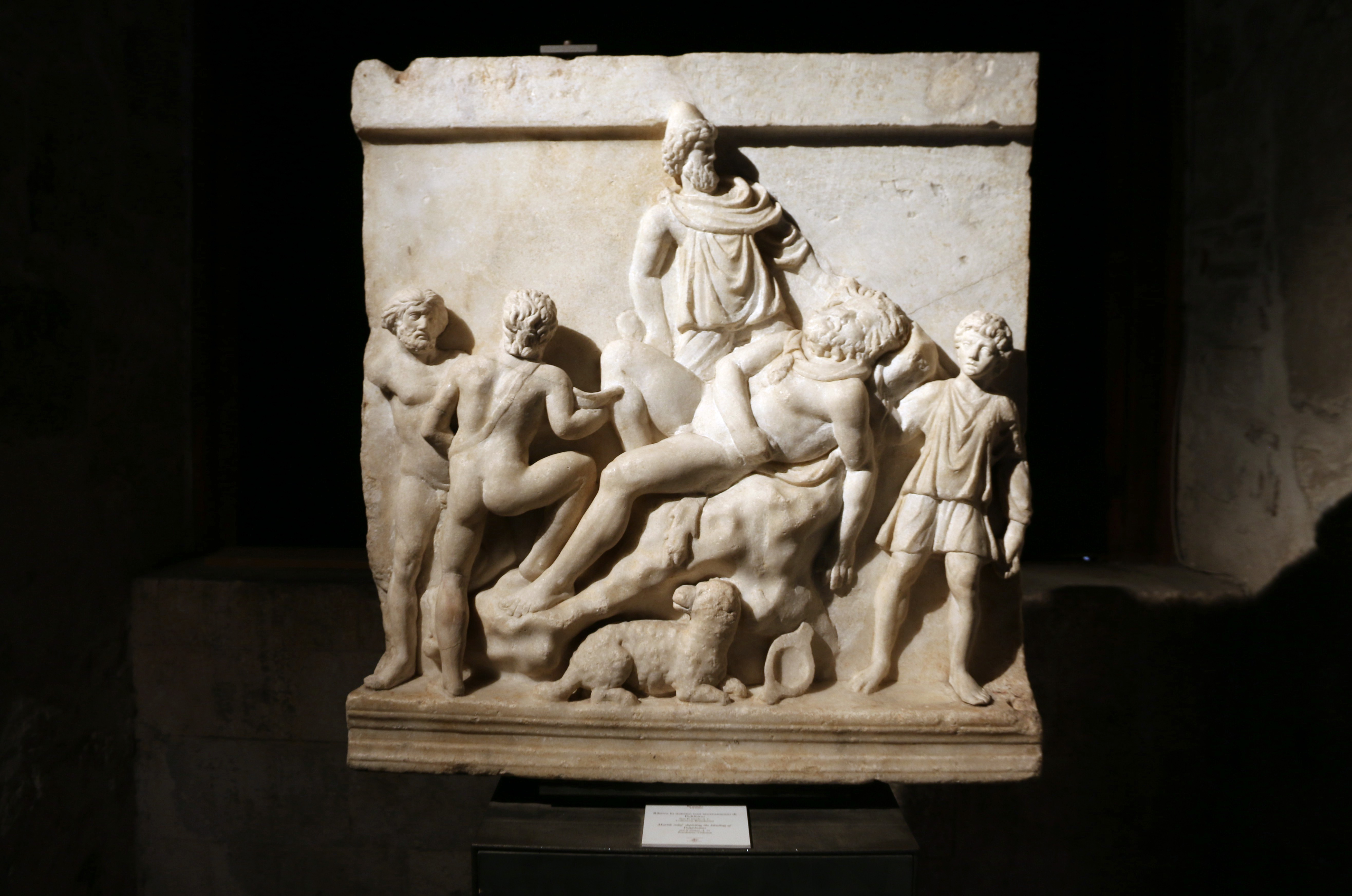
Polifemo ed Ulisse, II sec. d.C.
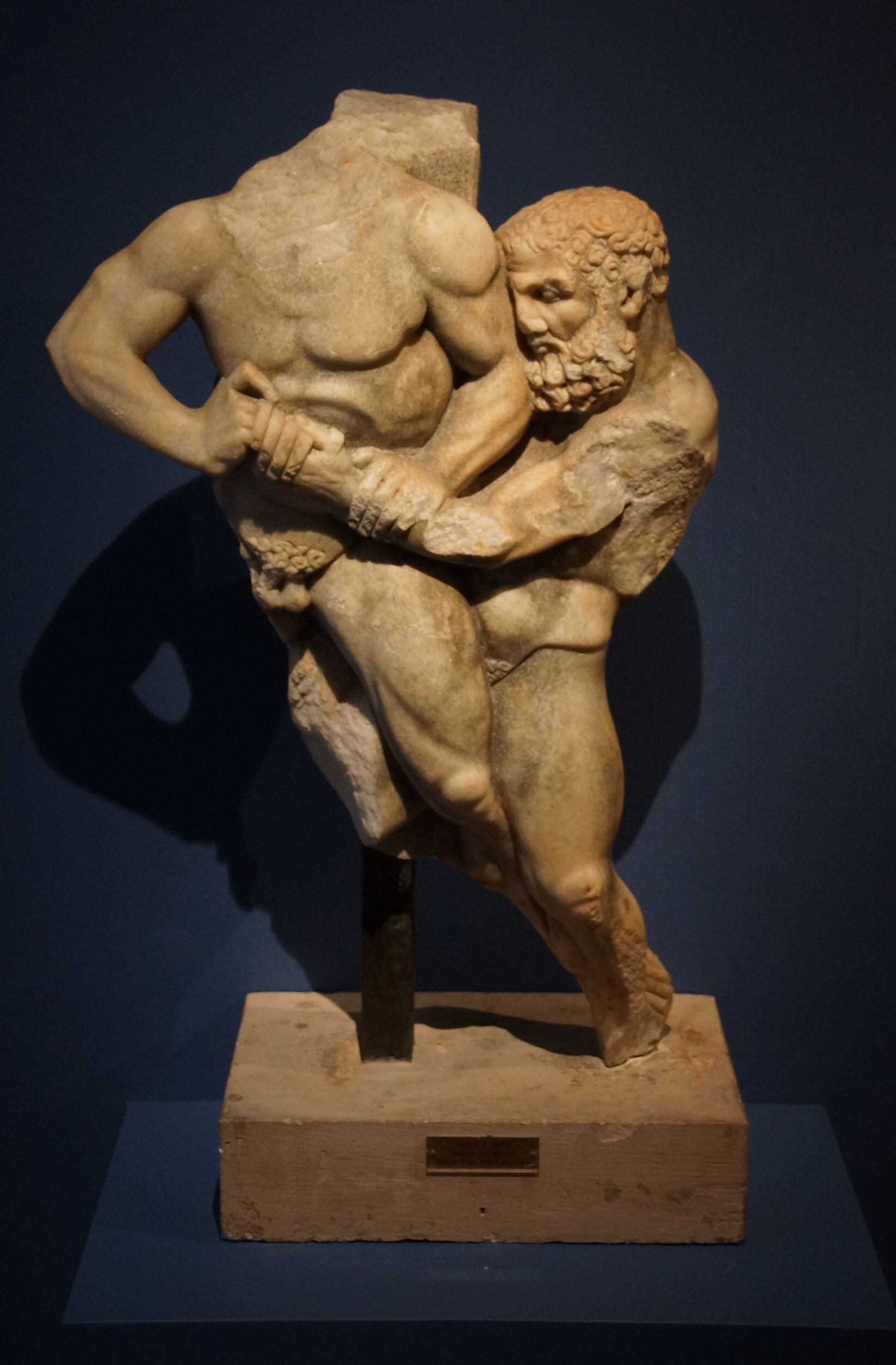
Lottatori, II sec. d.C.

### Primo Piano

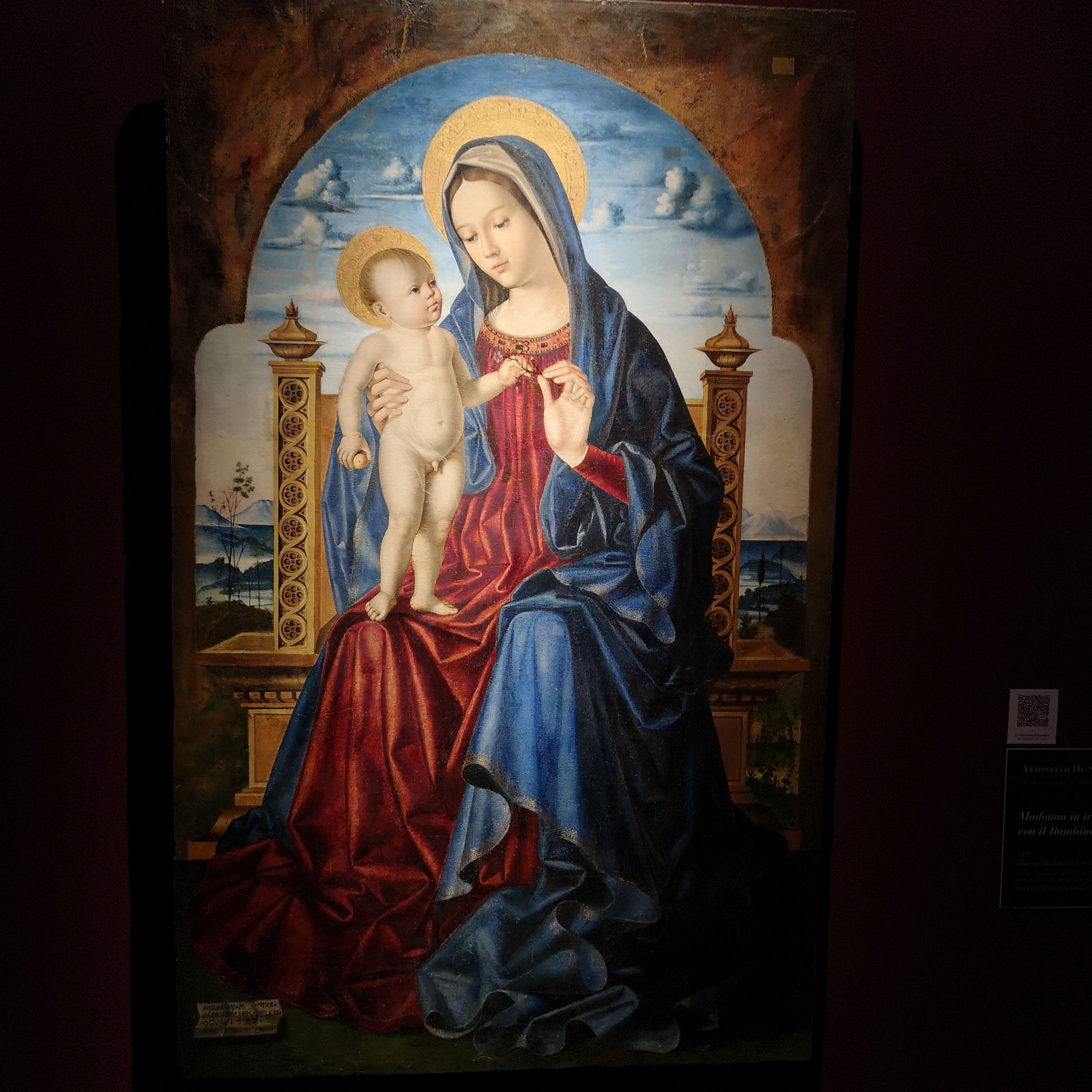
Antonello de Saliba, Madonna in trono con il Bambino (1497).

#### Sala
Nella prima sala sono conservati:
- Due lastre tombali, una di personaggio insignito del Tonson d'Oro (XVI sec.) ed una con figura dormiente;
- Pittura medievale raffigurante la Vergine tra i santi Lucia e Giovanni (XV sec.);
- Il Ritratto di Gentiluomo di El Greco, recentemente restaurato grazie ai fondi di OperaTua.

Alcune icone bizantine, una placca con crocifisso di manifattura limosina ed uno smalto raffigurante la Vergine in Gloria.
- Alcune parti del polittico di Antonello de Saliba, proveniente dalla chiesa di Santa Maria di Gesù: Madonna col Bambino, Sant'Antonio, San Francesco d'Assisi, Resurrezione.
- Sant'Onofrio del Bernazzano.

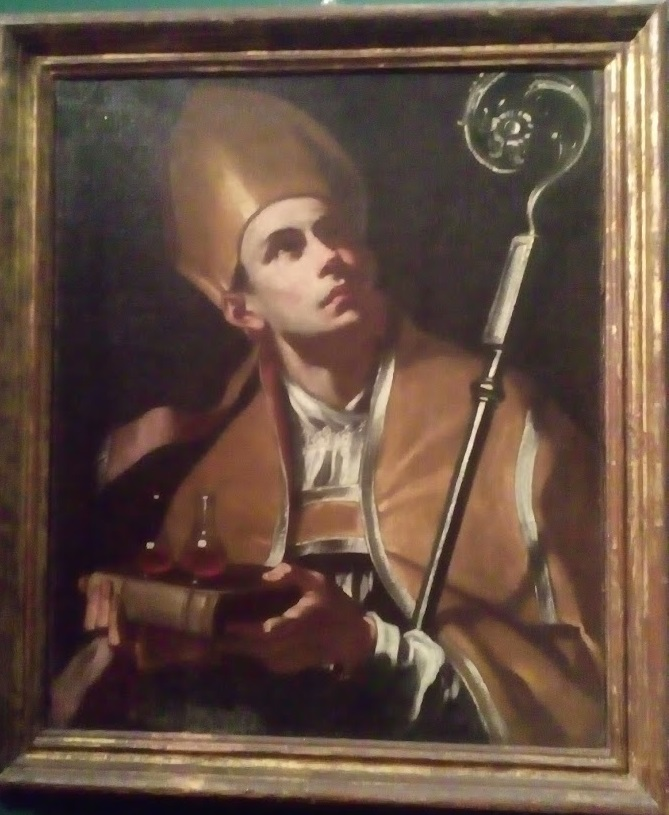
Francesco Solimena, San Gennaro.

- Scacchi seicenteschi dei Benedettini.
- L'Ultima Cena dello spagnolo Luis de Morales.

#### Salone dei Parlamenti
Qui sono presenti soprattutto opere del Seicento e del Settecento, con capolavori di Matthias Stomer e Pietro Novelli:
- Molte opere di Stomer sono presenti nella collezione che Giovan Battista Finocchiaro donò alla città di Catania nel 1826: tra queste la Morte di Catone, Crocifissione di San Pietro, il Suicidio di Seneca ed il Cristo deriso: raffigura 6 persone in costumi seicenteschi illuminate da una candela: sono intenti a deridere il Cristo, rassegnato perché consapevole del proprio destino.
- Tra le opere principali di Pietro Novelli c'è la tela raffigurante San Cristoforo, San Giovanni Battista, Madonna col Bambino e San Luigi re di Francia ed Il Samaritano soccorre il ferito.
- L'unica copia esistente della preziosa pala d'altare Natività di Caravaggio, rubata dalla mafia a Palermo e non più ritrovata. Questo quadro fu dipinto nel 1627 per Don Gaspare Orioles da Paolo Geraci.
- Il “Cristo alla colonna” di Mario Minniti. In primo piano risalta Cristo, alle sue spalle vi è un flagellatore mentre a fare da contrasto è il drappo bianco, che viene a lui tolto dall’altro flagellatore.
- La Maddalena Penitente della scuola del pittore barocco Giovanni Lanfranco. Essa è rappresentata con i lunghi capelli sciolti, gli occhi lacrimanti, nell’atto di gettare via il manto e i gioielli.
- San Luca pittore di Mattia Preti. Il santo è raffigurato sulla groppa di un bue e sta dipingendo un’immagine mariana.
- Il quadro di Santa Caterina in estasi venne inizialmente attribuito a Giulio Cesare Procaccini e successivamente a Pier Francesco Mazzucchelli. La Santa indossa l’abito dell’ordine domenicano insieme a un velo bianco, porta una corona di spine sul capo rivolto leggermente all’indietro; la sua espressione facciale rappresenta l'esperienza della visione della santa.
- Tra i dipinti di Jusepe de Ribera ci sono Il Profeta, San Francesco con un Crocifisso e il Compianto sul Cristo morto, attribuito alla sua scuola.

Altre opere importanti conservate in questa sala sono la Maddalena di Andrea Vaccaro, i Tre Re di Simone de Wobreck ed il San Gennaro attribuito a Francesco Solimena.

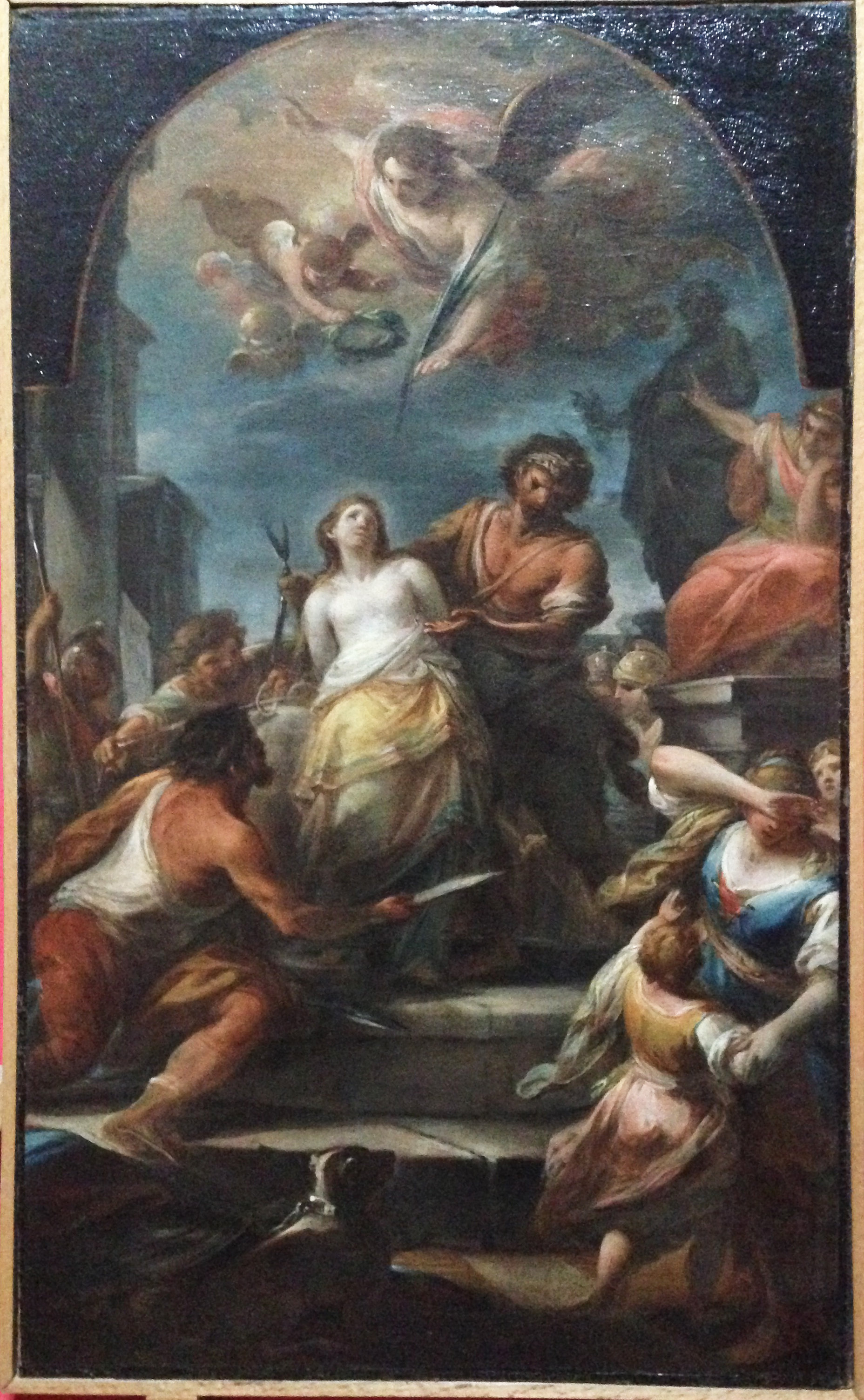
Mariano Rossi, Martirio di Sant'Agata.

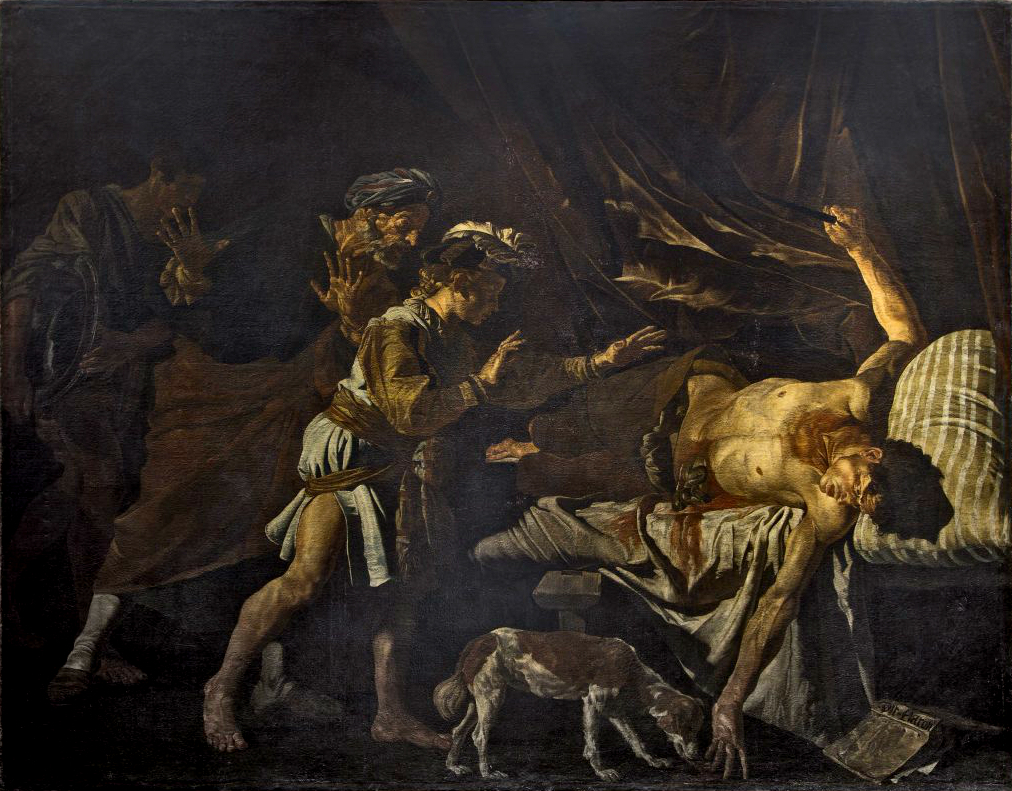
Matthias Stomer - Morte di Catone
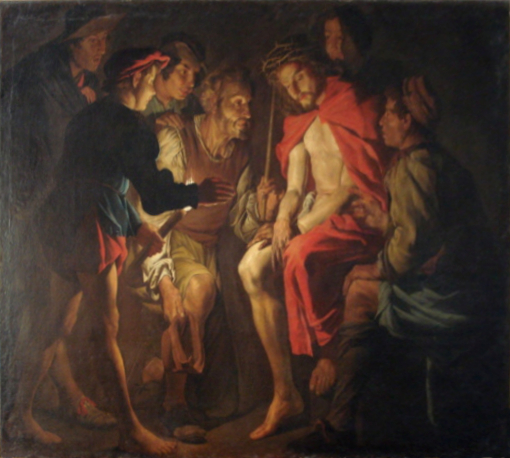
Matthias Stomer, Cristo Deriso
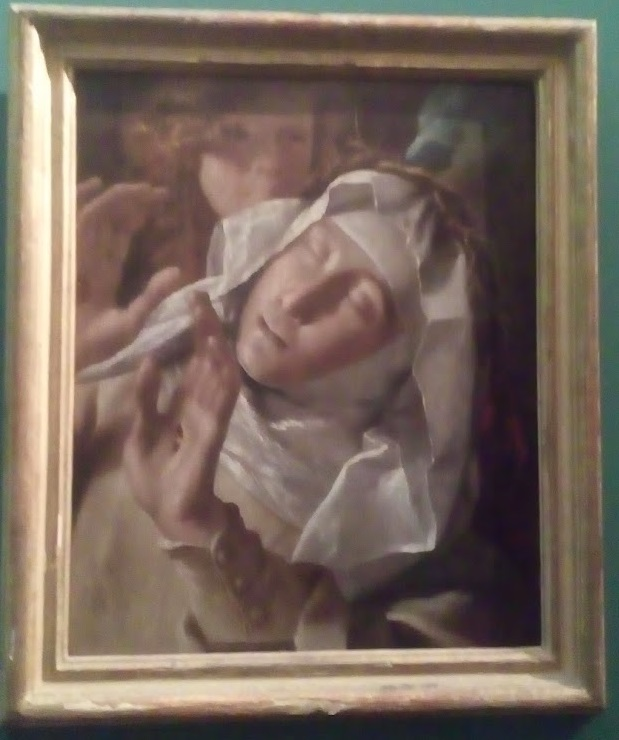
Morazzone - Estasi di Santa Caterina da Siena
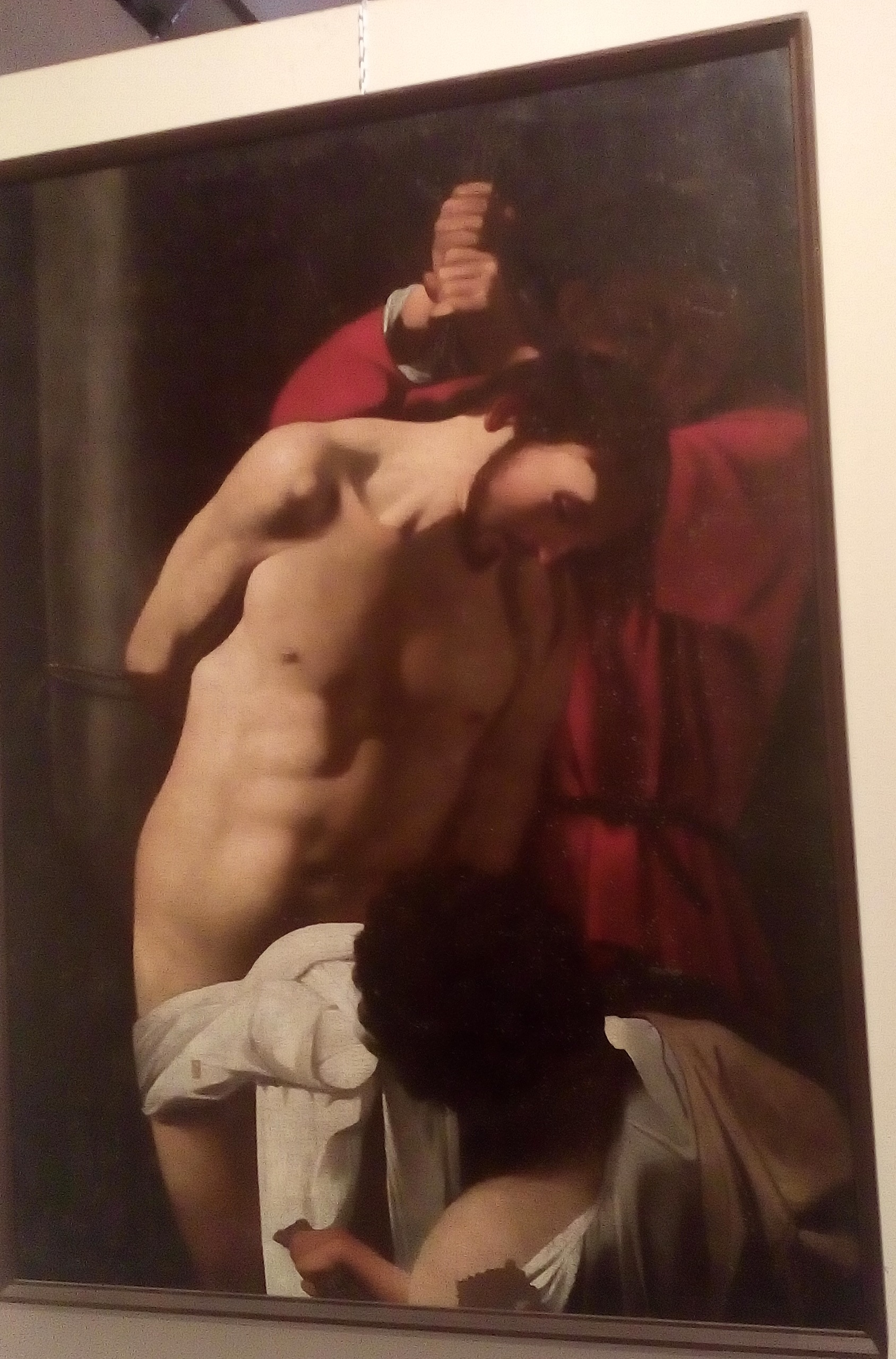
Mario Minniti - Cristo alla Colonna
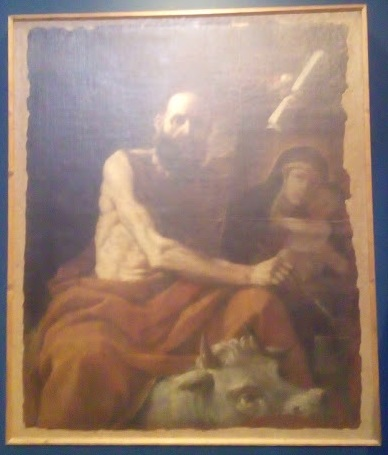
Mattia Preti - San Luca pittore

#### Sala
In questa sala sono esposte opere settecentesche:
- Bozzetti Incoronazione di Sant'Agata, Morte di San Giuseppe e San Francesco Caracciolo di Marcello Leopardi e “Martirio di Sant’Agata” di Mariano Rossi.
- Natura morta con frutta e paesaggio e la Natura morta con frutta e fontana del pittore barocco napoletano Aniello Ascione.
- Paesaggio con rovine di un ignoto pittore meridionale, una delle 5 tele provenienti Villa Scabrosa. Il paesaggio non è reale ma arricchito di ruderi. Va in coppia con la tela Battaglia Navale, del XVIII sec.
- Venditrice di pesce di Giuseppe Bonino (1760).
- Una statua di artista dell'Italia Centrale raffigurante Afrodite inginocchiata all'antica.
- Una splendida tela raffigurante La Maddalena, attribuita da molti al pittore Guglielmo Borremans.
- Due opere in cera raffiguranti Sant'Agata davanti a Quinziano e Sant'Agata incoronata in carcere, del XVIII sec.
- Un portale di ispirazione gaginesca.
- Un ritratto settecentesco del priore Placido Scammacca, raffigurato accanto ad un vaso greco. Questo stesso vaso è conservato in una teca lì accanto.
- Due piccoli dipinti di Michele Rocca, raffiguranti la Nascita di Venere e la Nascita di Adone.

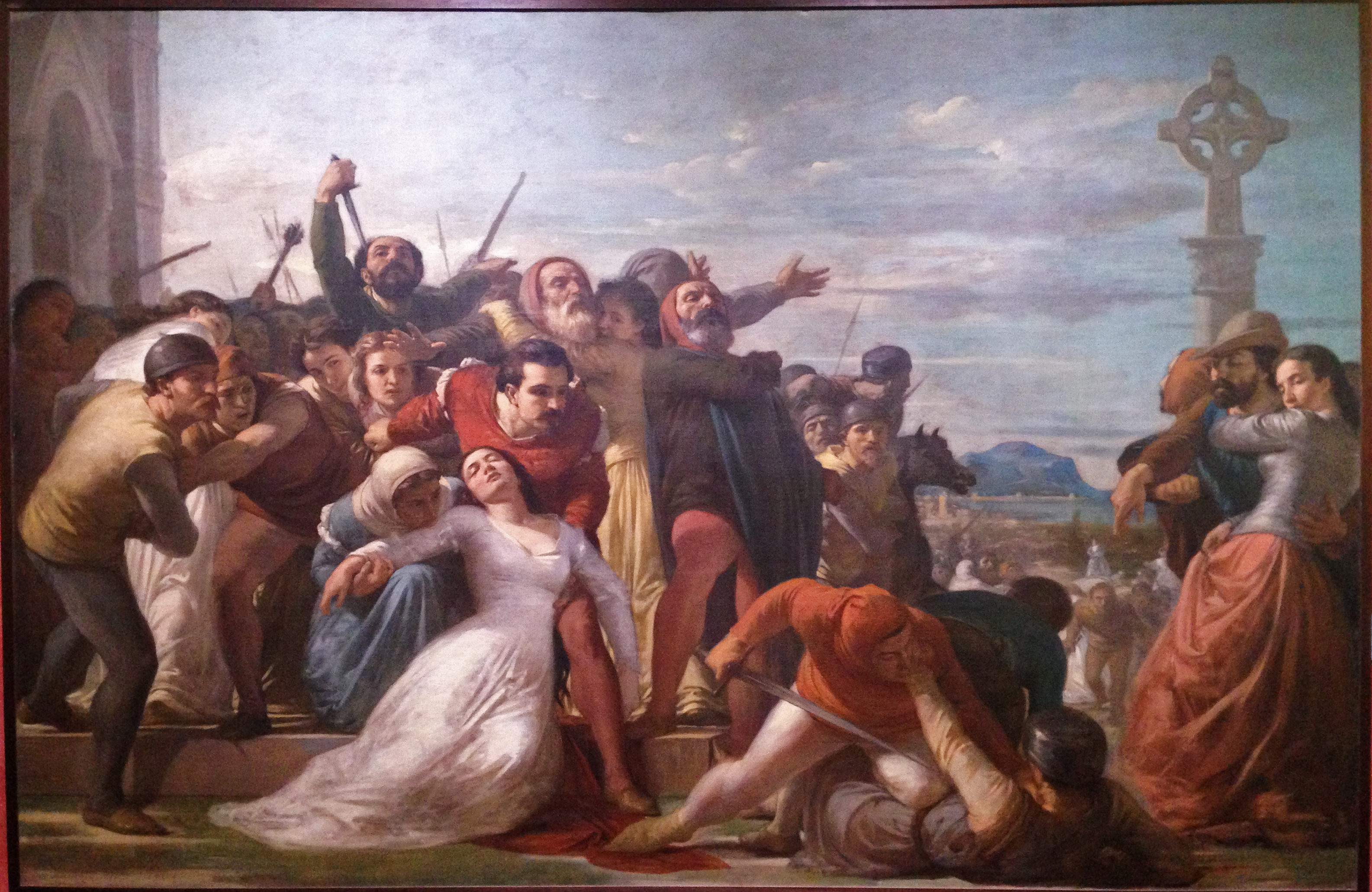
Michele Rapisardi, I Vespri Siciliani (1864-1865).

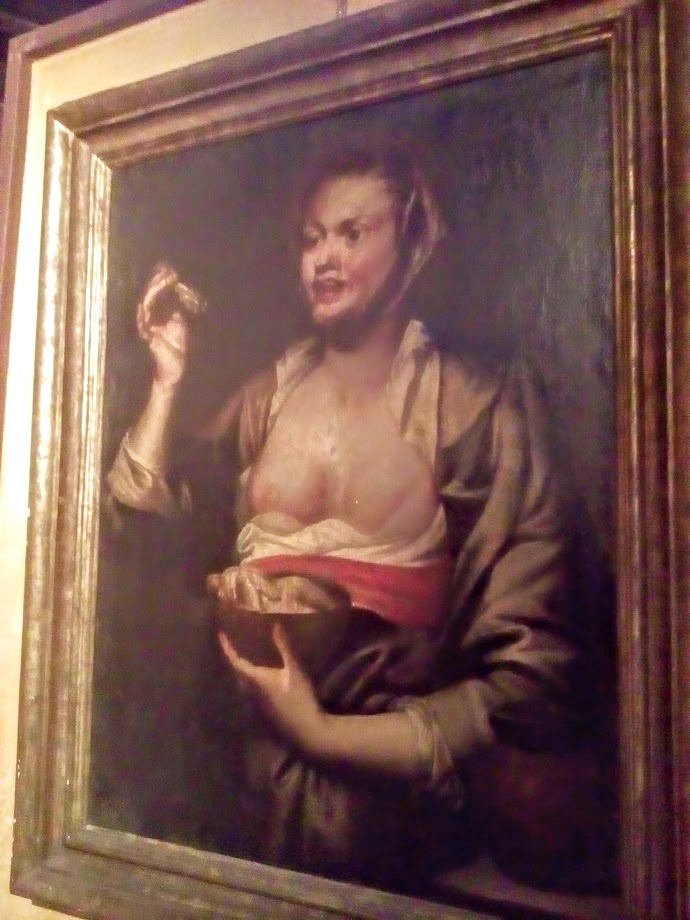
Giuseppe Bonino, Venditrice di pesce.
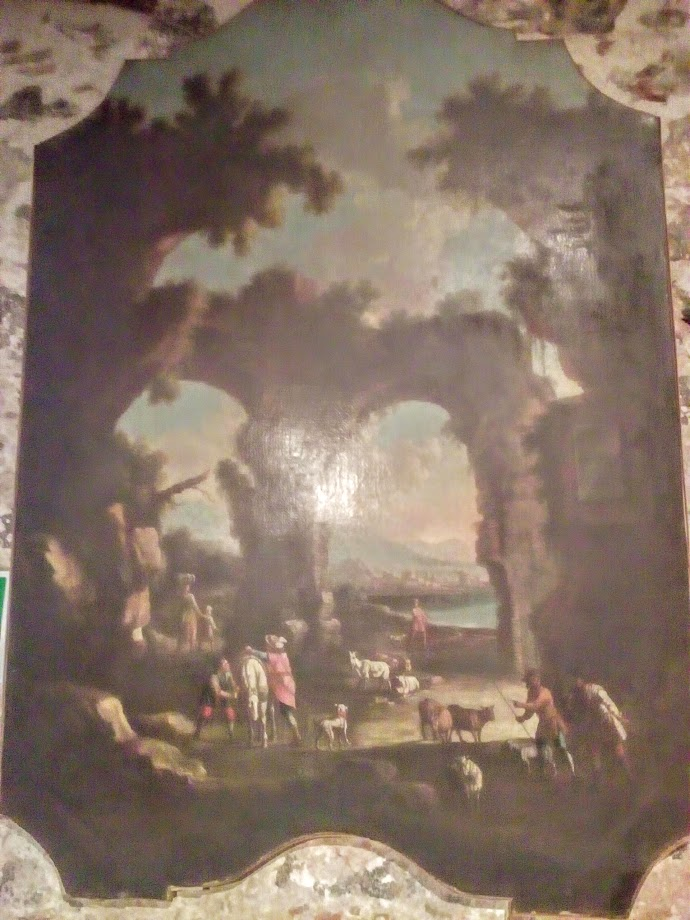
Ignoto, Paesaggio con rovine.
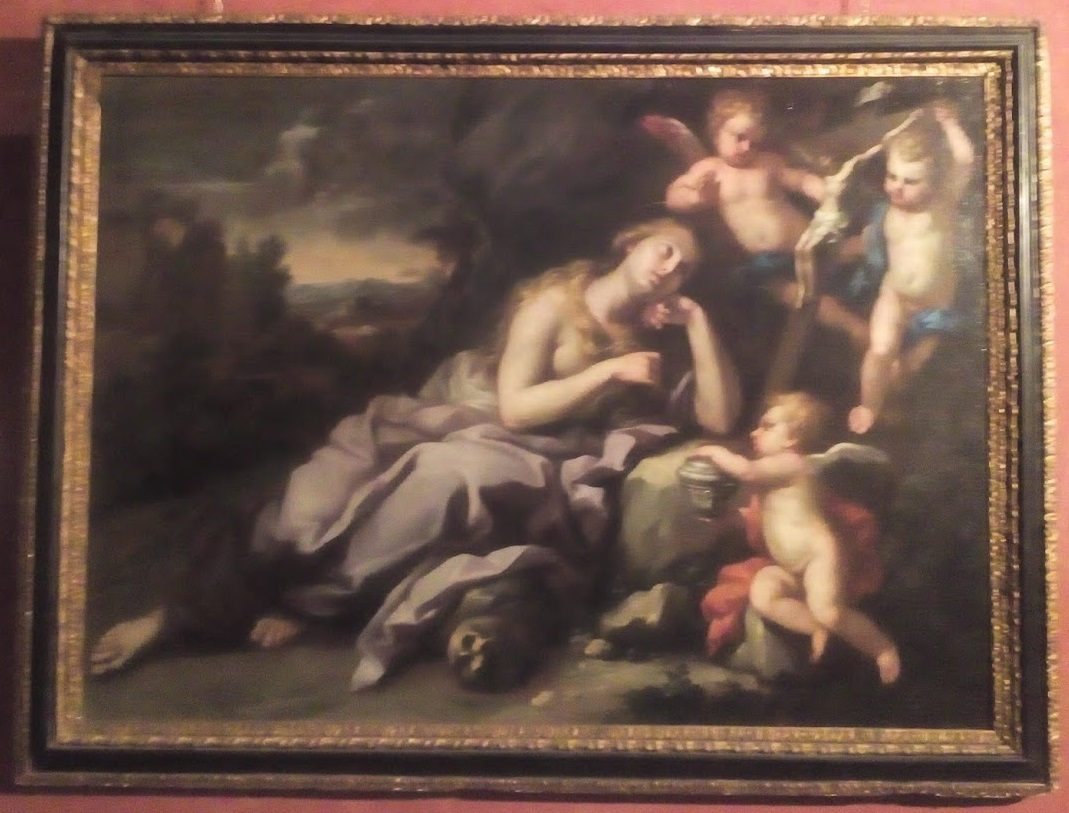
Forse Guglielmo Borremans, La Maddalena.

#### Sala Michele Rapisardi
In questa sala, intitolata al pittore romantico Michele Rapisardi, sono conservate molte sue opere, a partire dal suo capolavoro I Vespri Siciliani. Altre sue opere conservate nella sala sono la famosissima Testa di Ofelia Pazza, uno studio per i Vespri Siciliani ed un suo autoritratto.
Nella sala sono altresì presenti grandi opere di Natale Attanasio: la grande tela Sunt Lacrima Rerum, meglio conosciuta come "Le Pazze", è affiancata da Donne ai campi e dal quadretto Tasso ed il Cardinale d'Este. Un'altra opera importante è Provenzan Salvani nella piazza del Campo di Bernardo Celentano.

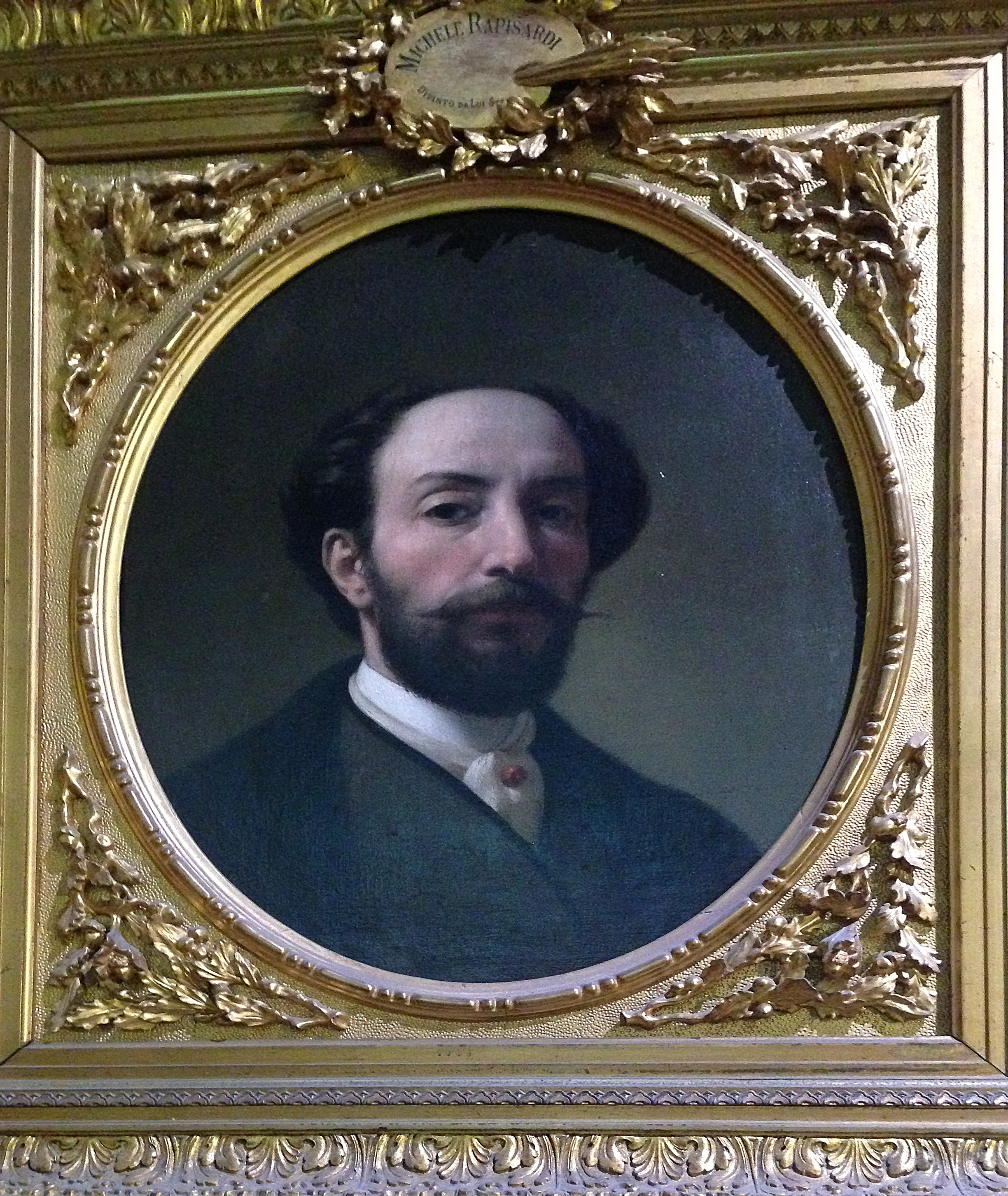
Michele Rapisardi - Autoritratto
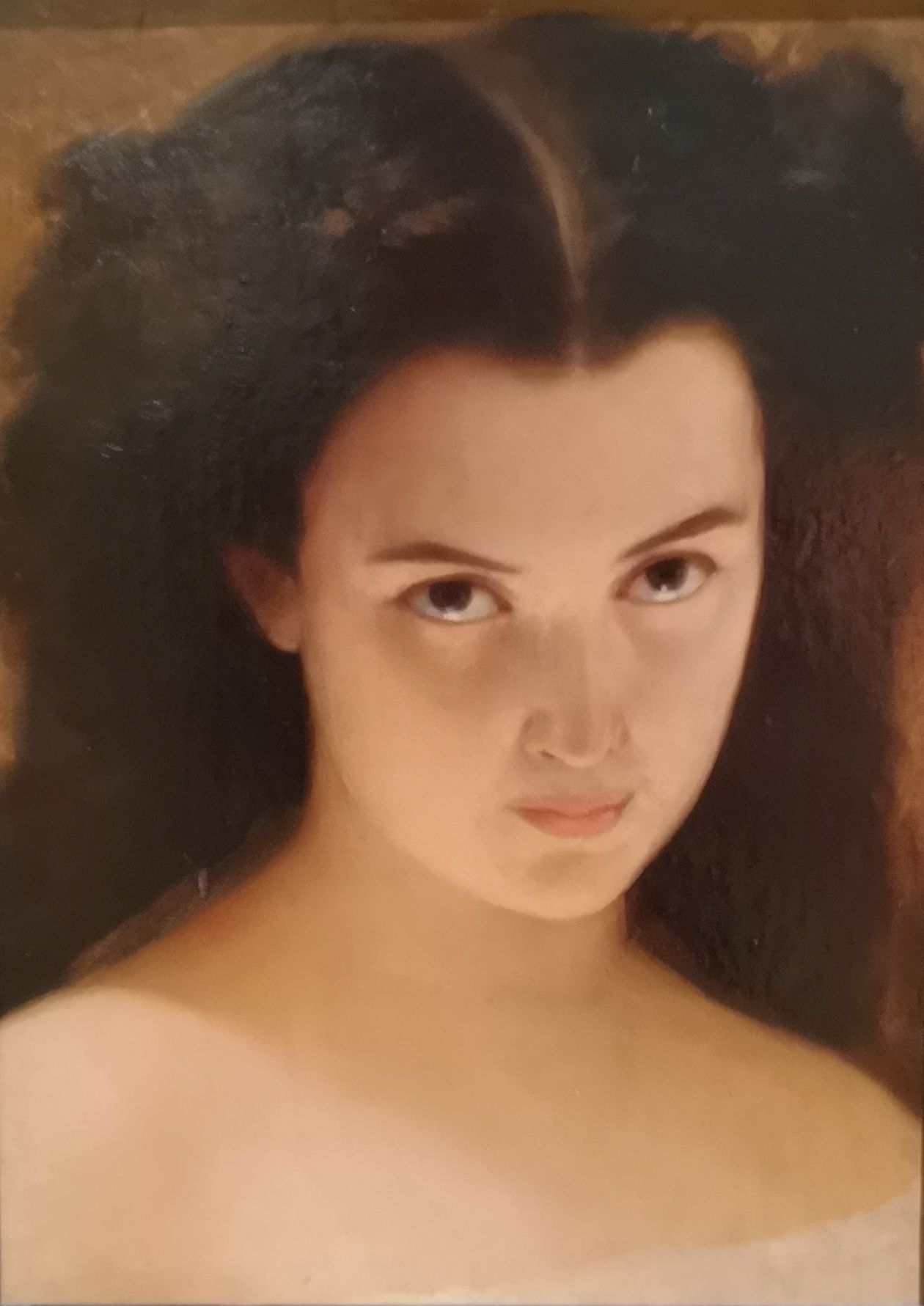
Michele Rapisardi - Testa di Ofelia pazza
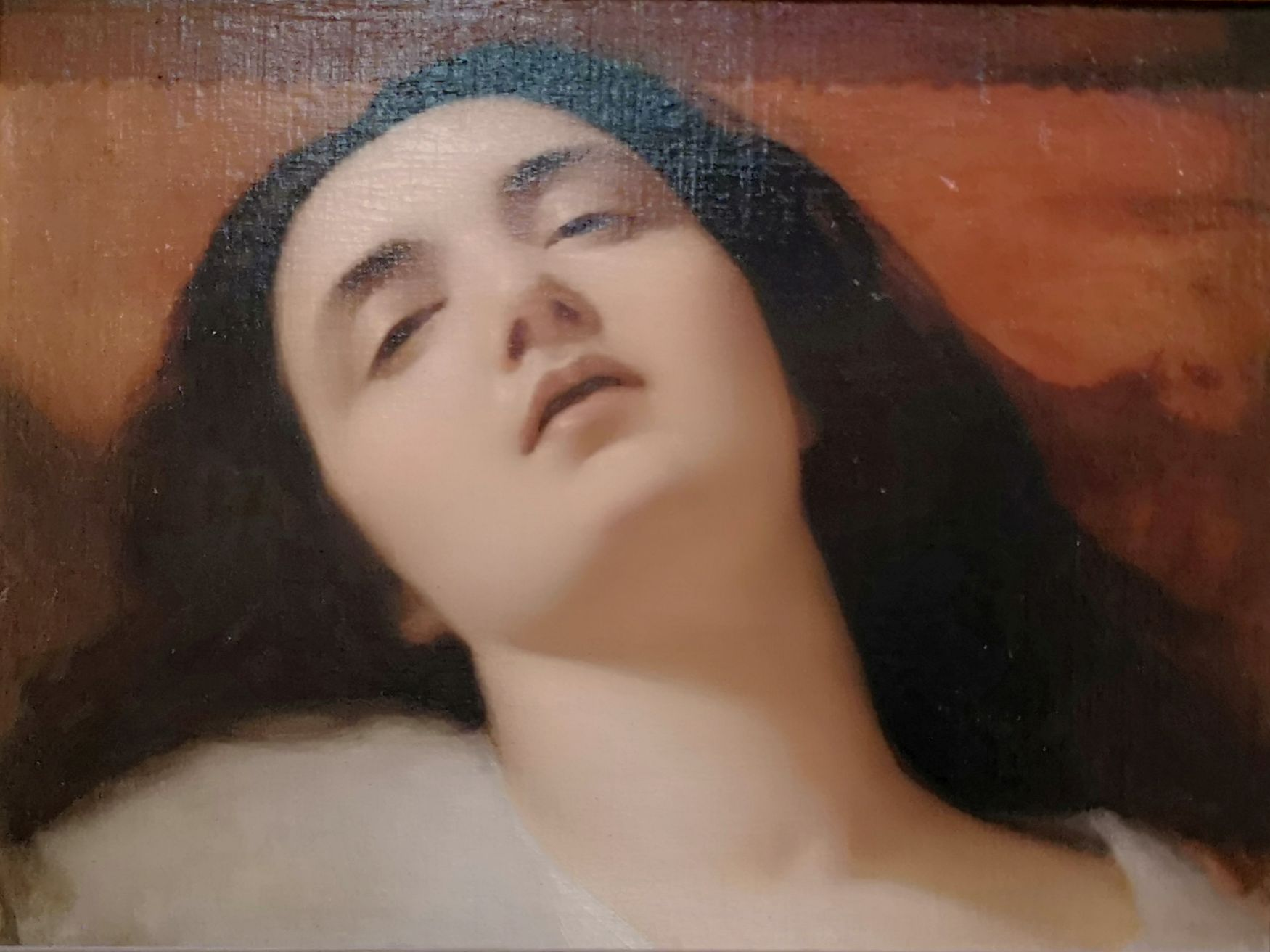
Michele Rapisardi - Studio per I Vespri Siciliani
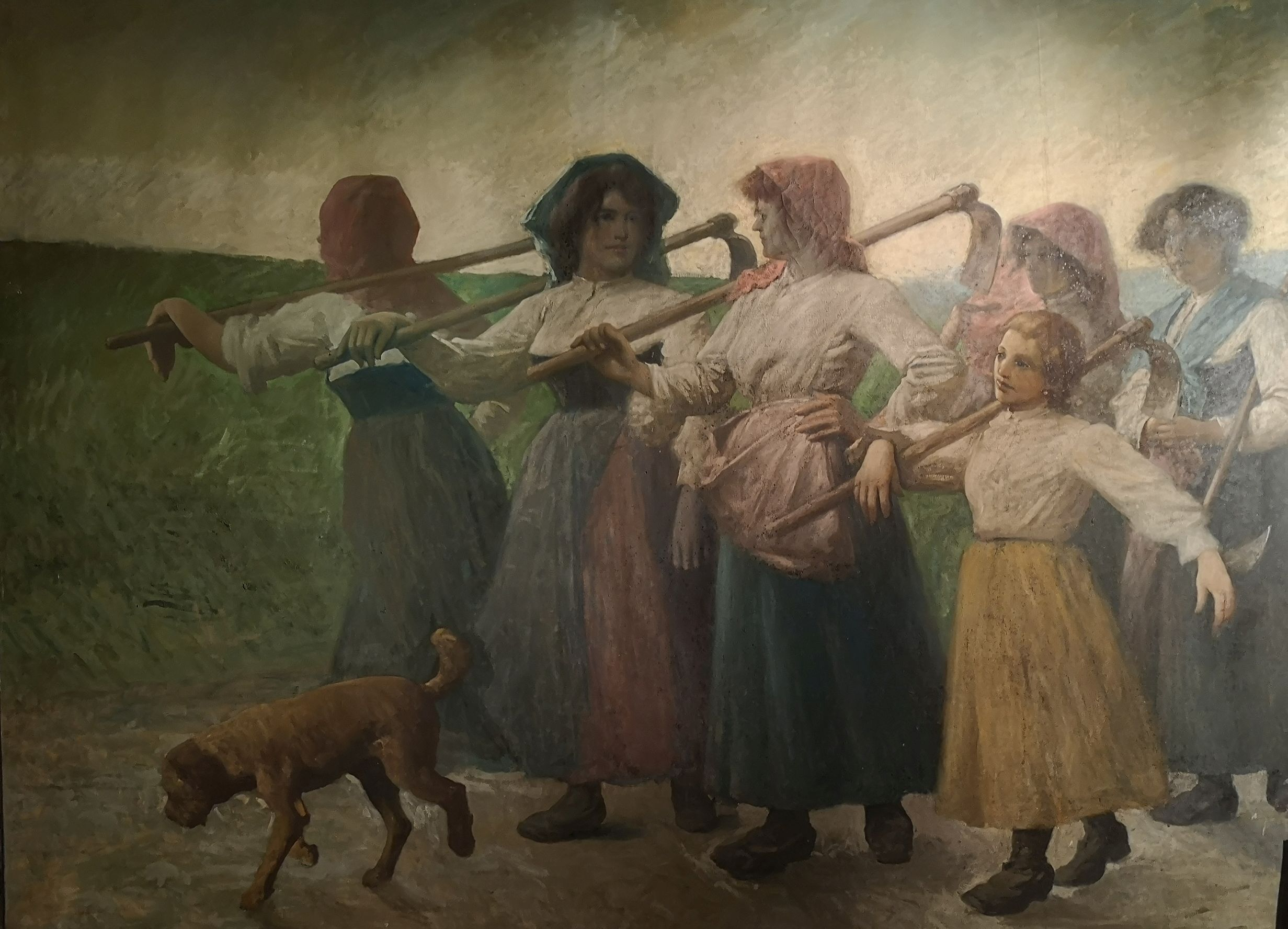
Natale Attanasio - Donne per i campi
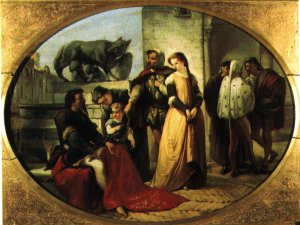
Bernardo Celentano - Provenzan Salvani nella piazza del Campo

### Secondo Piano

#### Sala

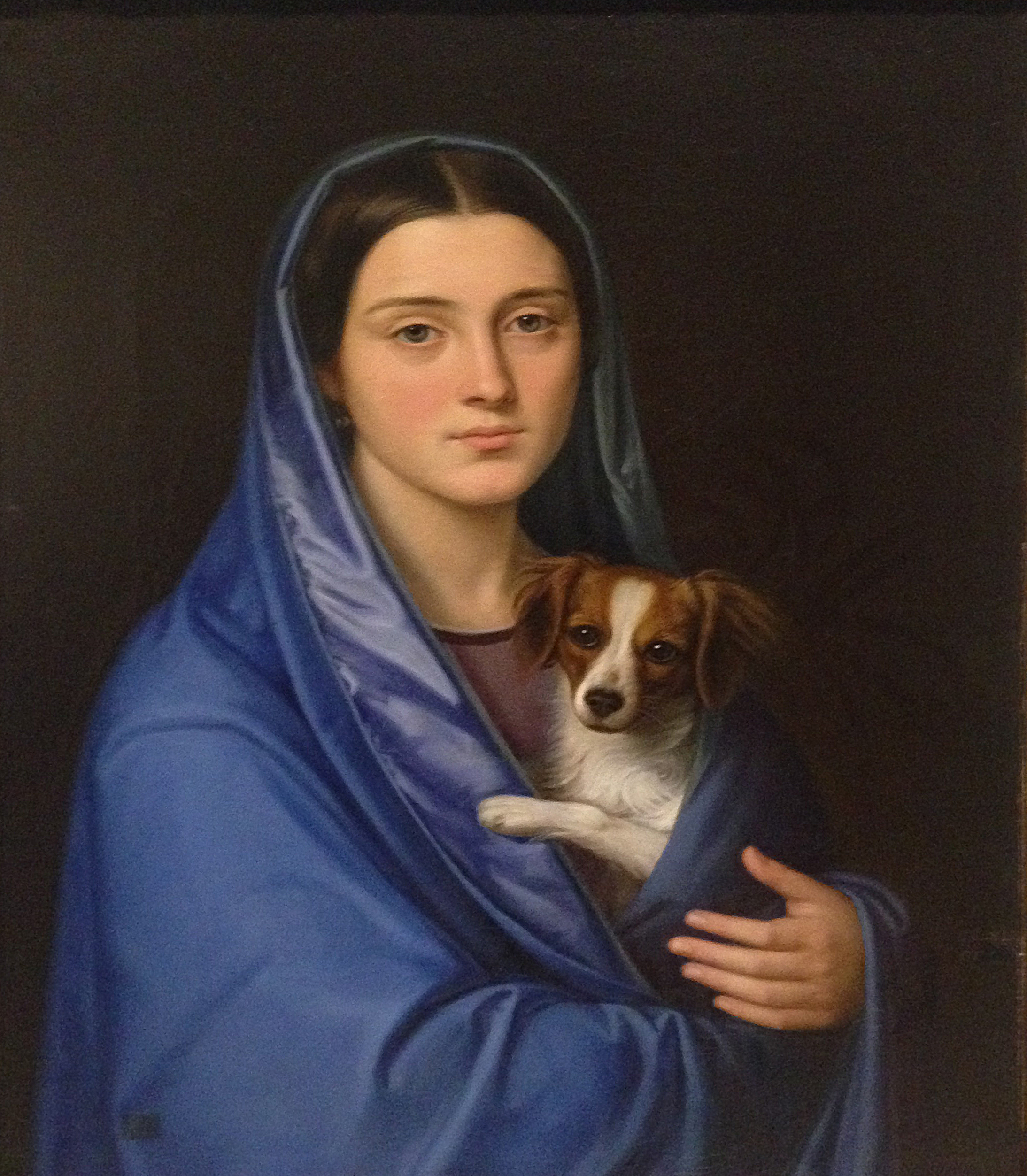
Giuseppe Gandolfo, Ritratto della nipote Clementina (1835).

Dalla sala dedicata al Rapisardi si accede ad uno spazio al piano superiore. In esso sono esposti perlopiù ritratti ottocenteschi di pittori come Michele Rapisardi, Giuseppe Rapisardi, Giuseppe Sciuti, Natale Attanasio, Calcedonio Reina, Francesco Lojacono, Pasquale Liotta, Domenico Morelli, Alessandro Abate, Antonino Gandolfo e Giuseppe Gandolfo. In delle vetrine sono esposti dei vasi cinesi del XVIII sec., dei violini prodotti dall'Amati, ceramiche di Caltagirone ed infine dei bronzi raffiguranti Venere e Vulcano (XVII sec.) e Perseo (XVII sec.).

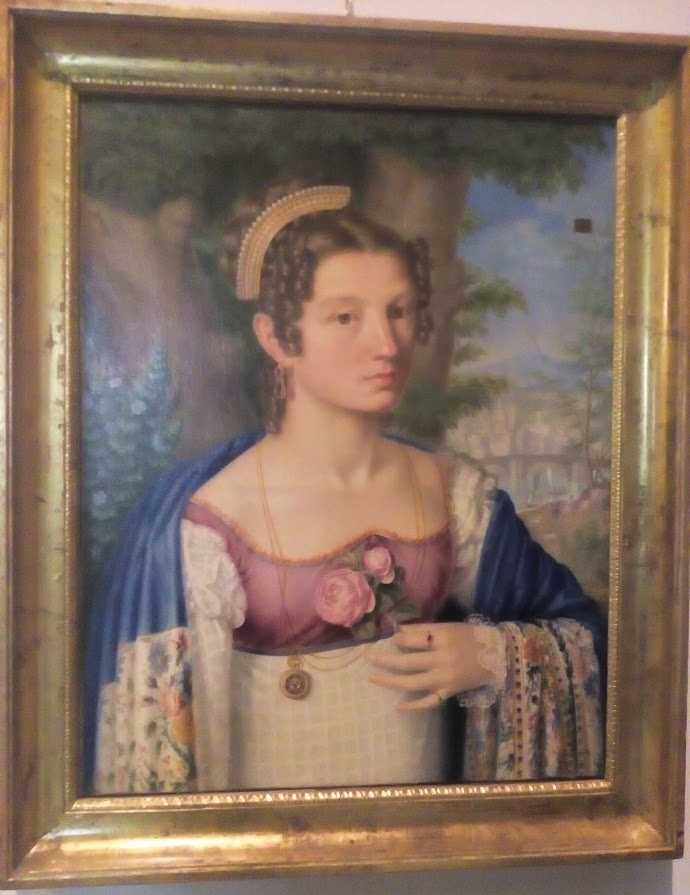
Antonino Gandolfo - Ritratto della Cognata
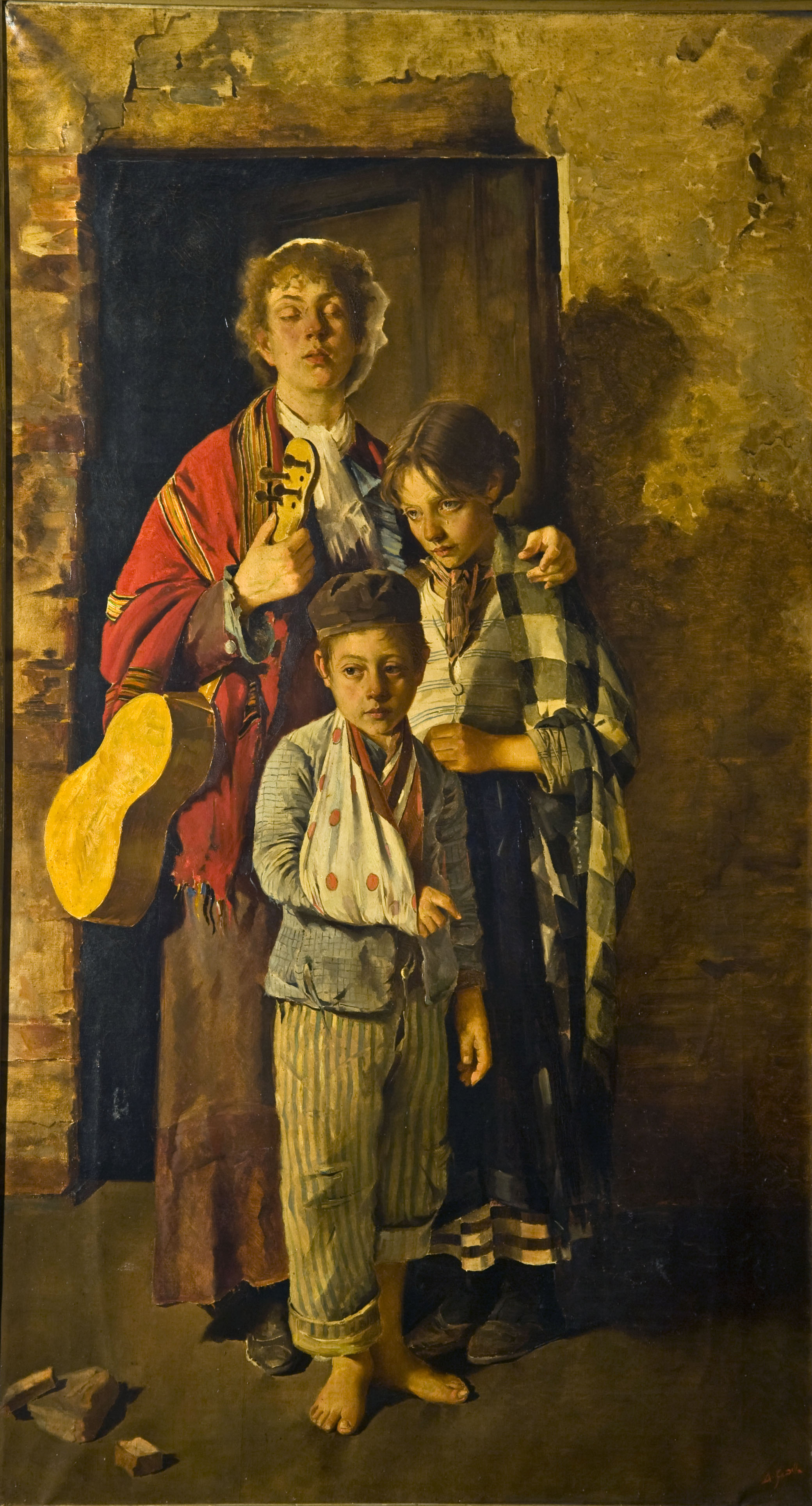
Antonino Gandolfo - Musica forzata
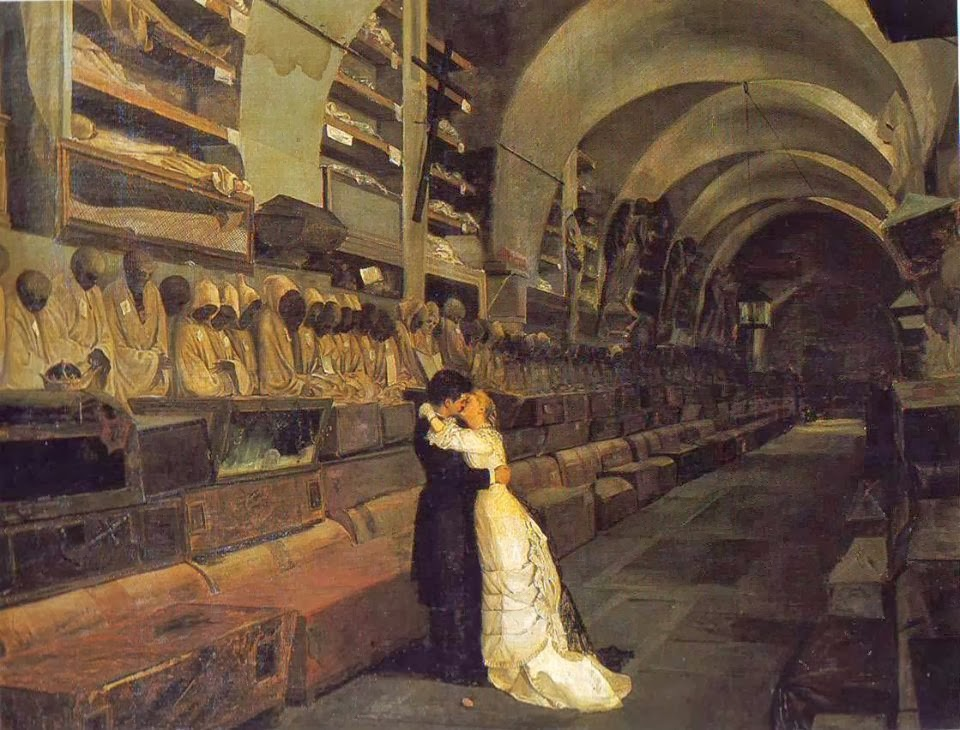
Calcedonio Reina - Amore e Morte
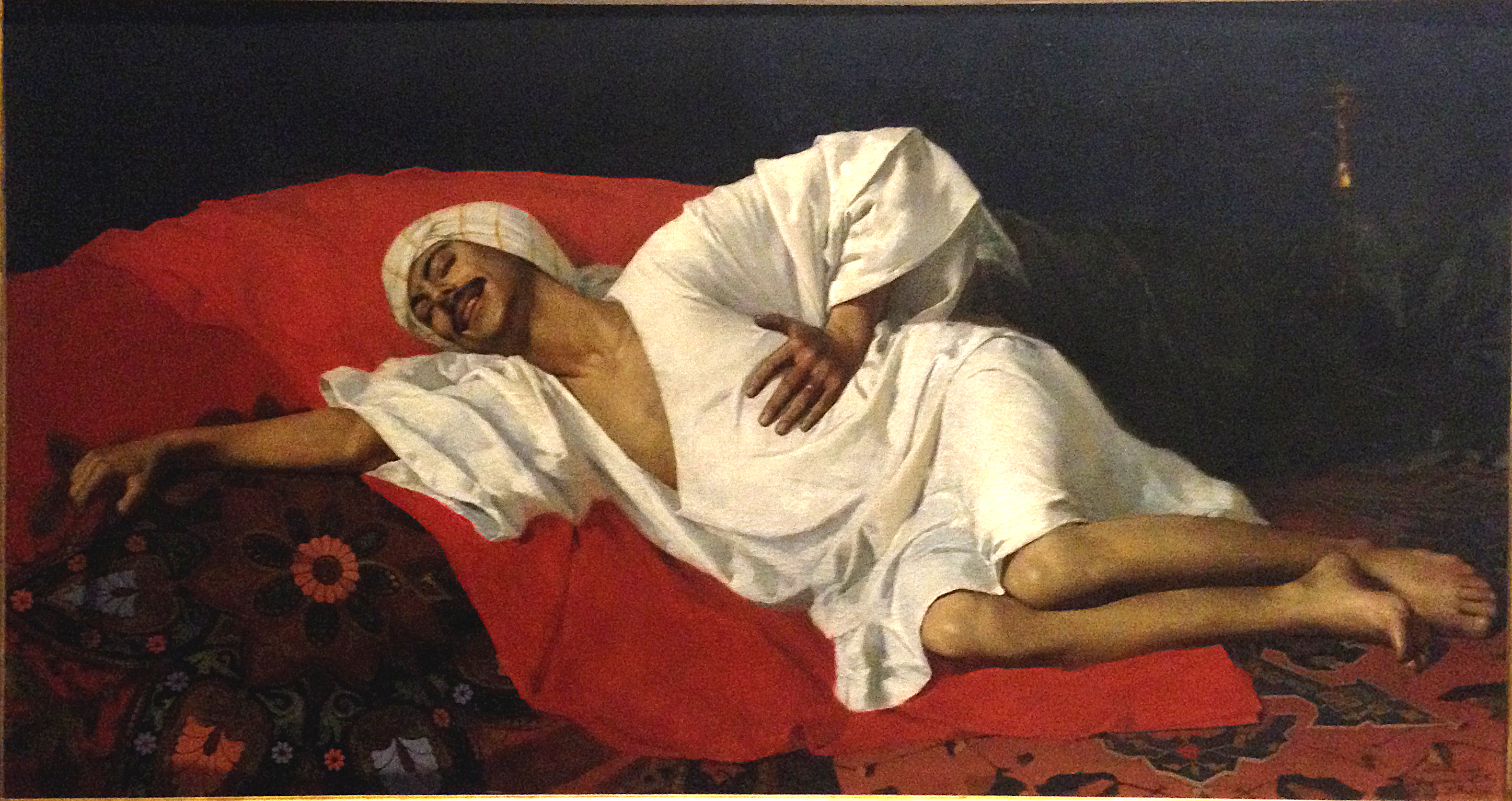
Pasquale Liotta - L'effetto dell'hashish
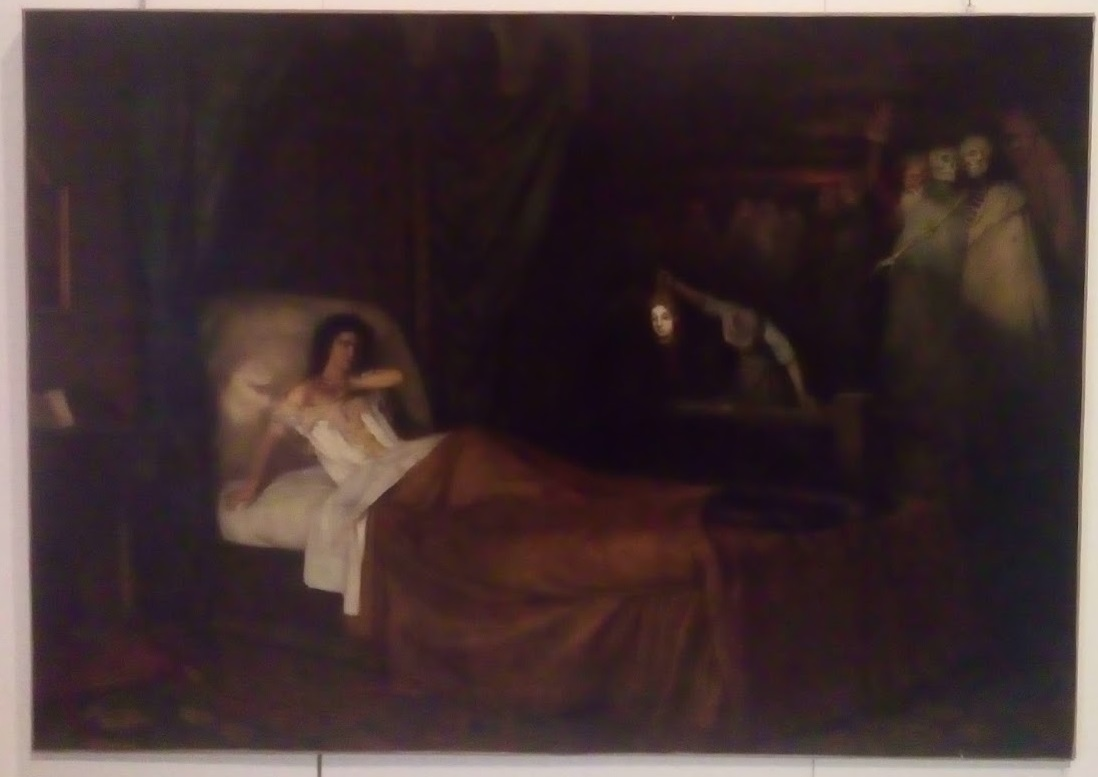
Pasquale Liotta - L'incubo di Elisabetta I
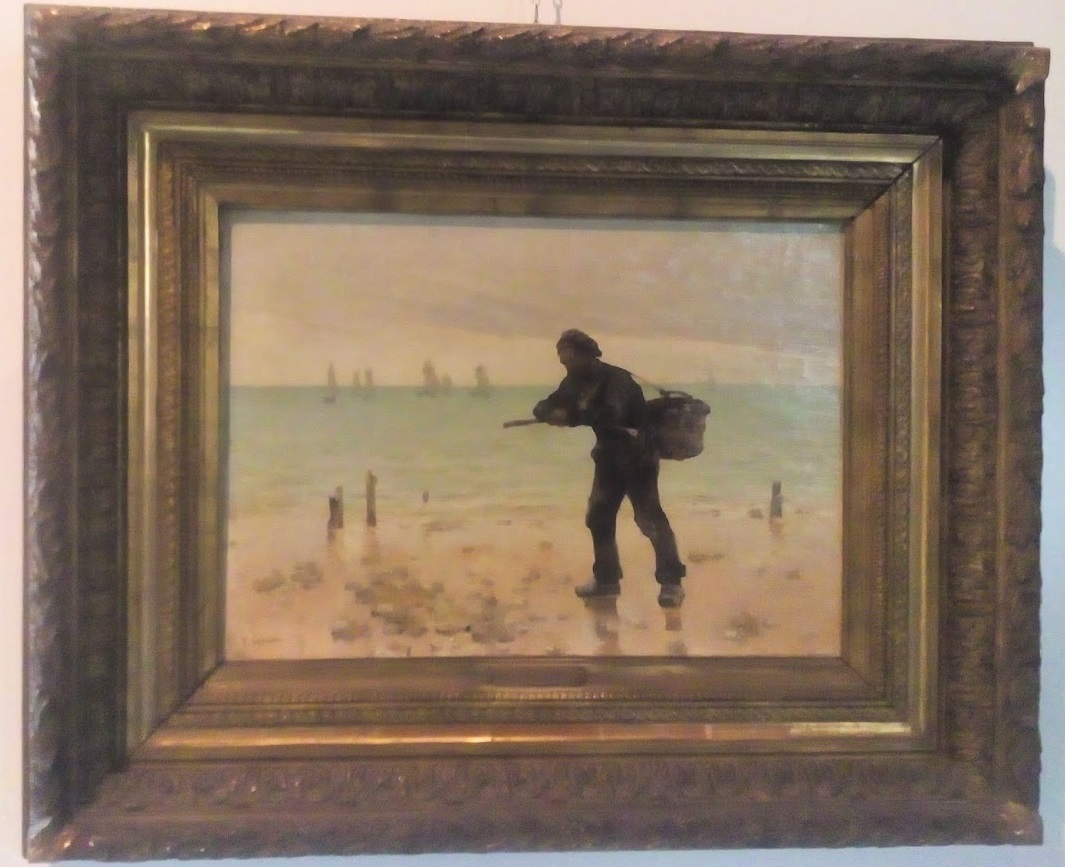
Francesco Lojacono - Pescatore
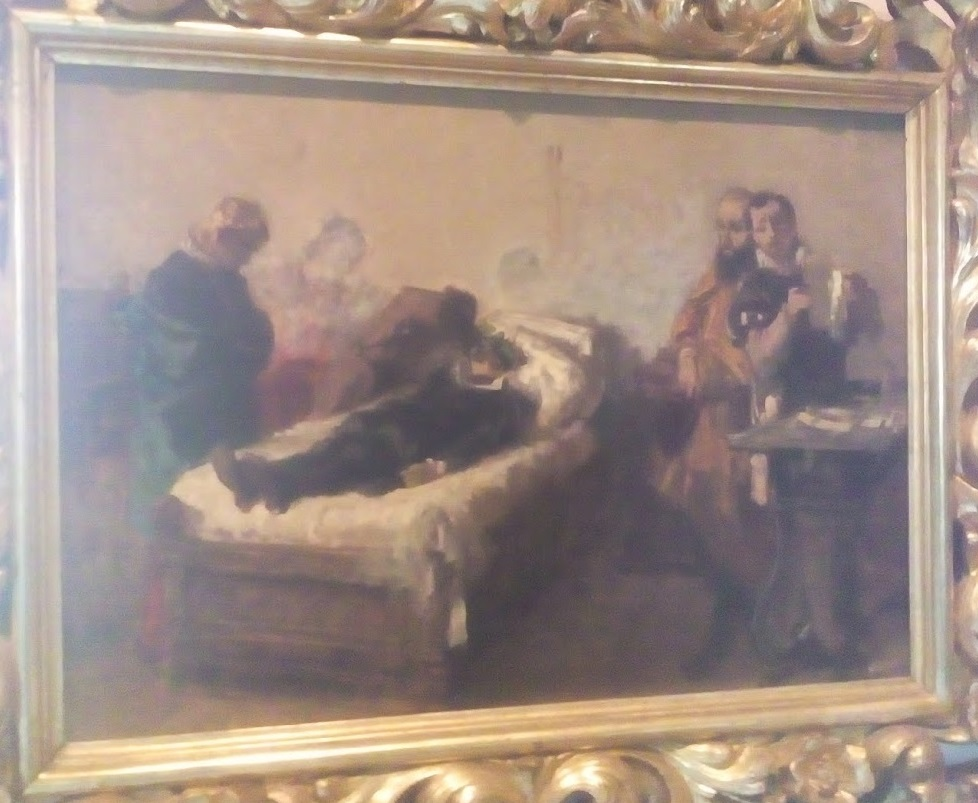
Domenico Morelli - La Morte del Tasso
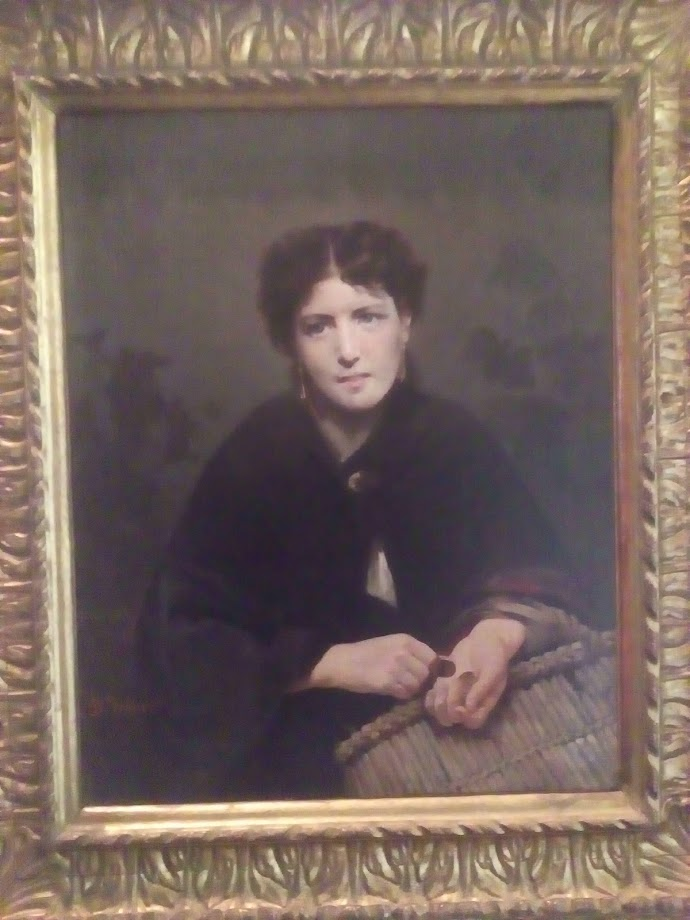
Girolamo Induno - La Cuoca
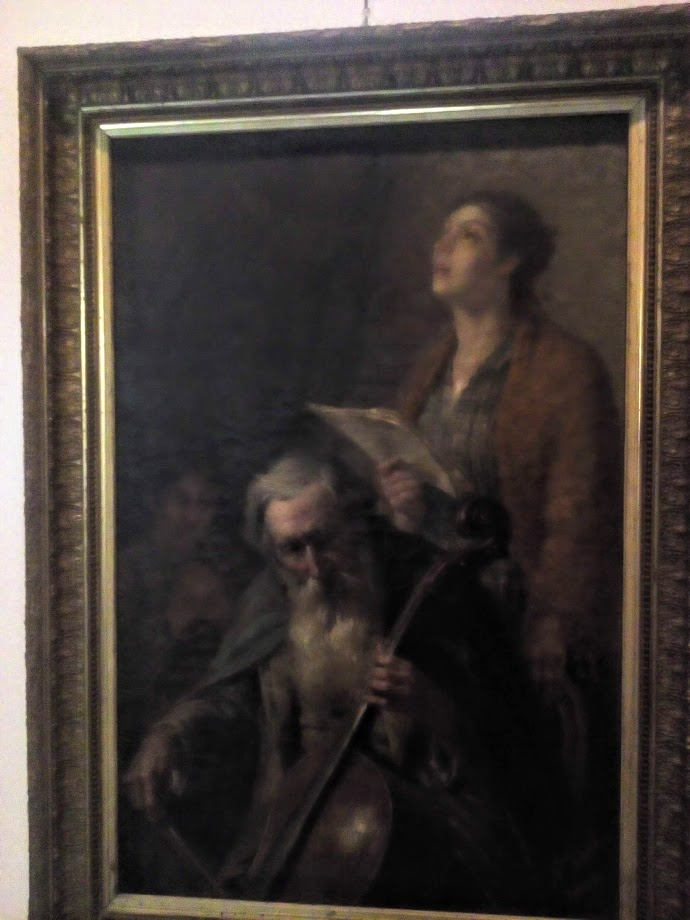
Alessandro Abate - Musica Forzata
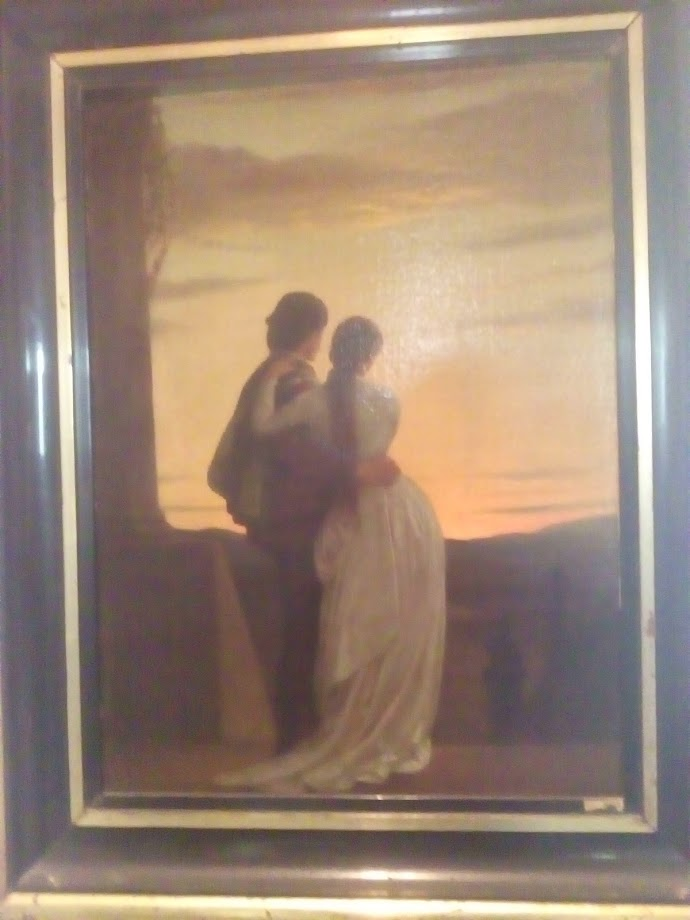
Michele Rapisardi - Ore felici
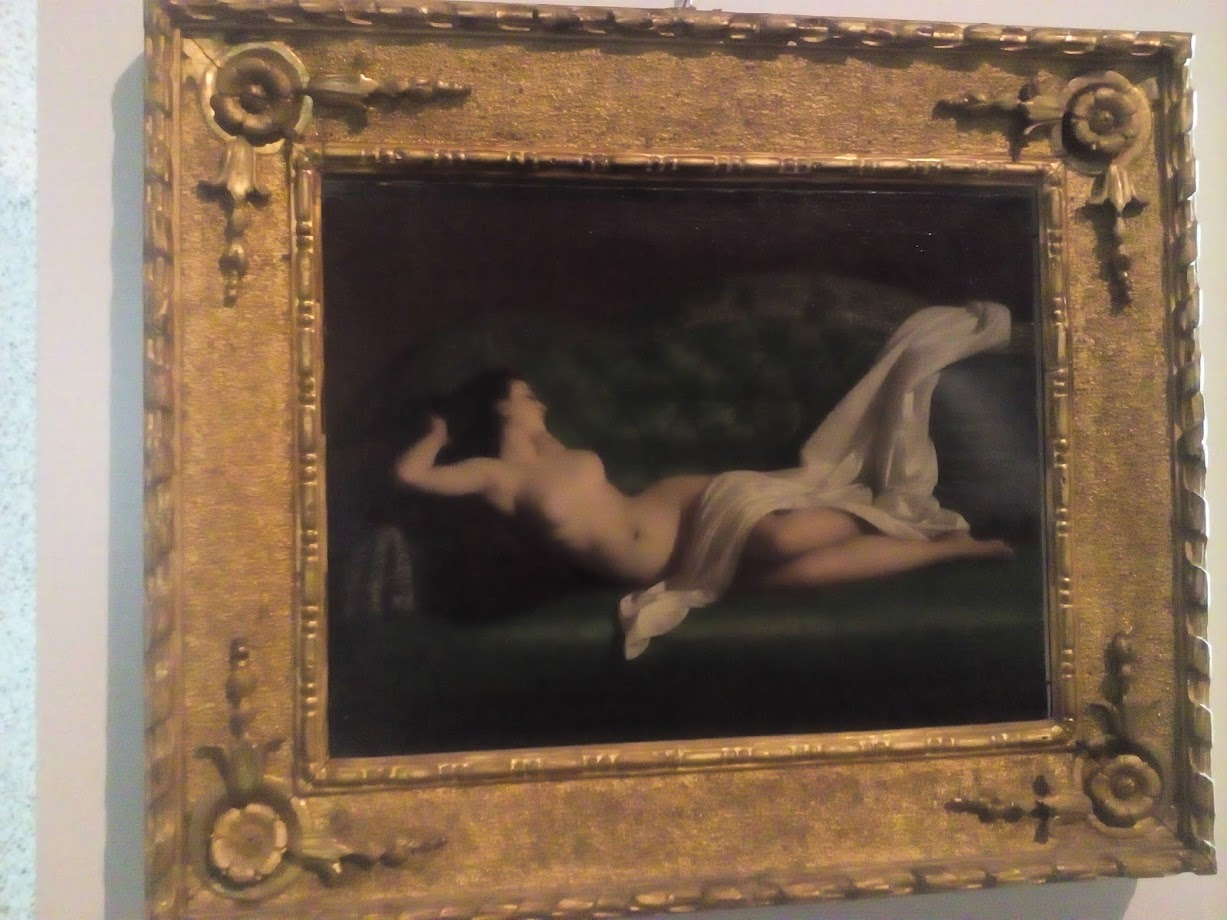
Michele Rapisardi - Venere su divano verde
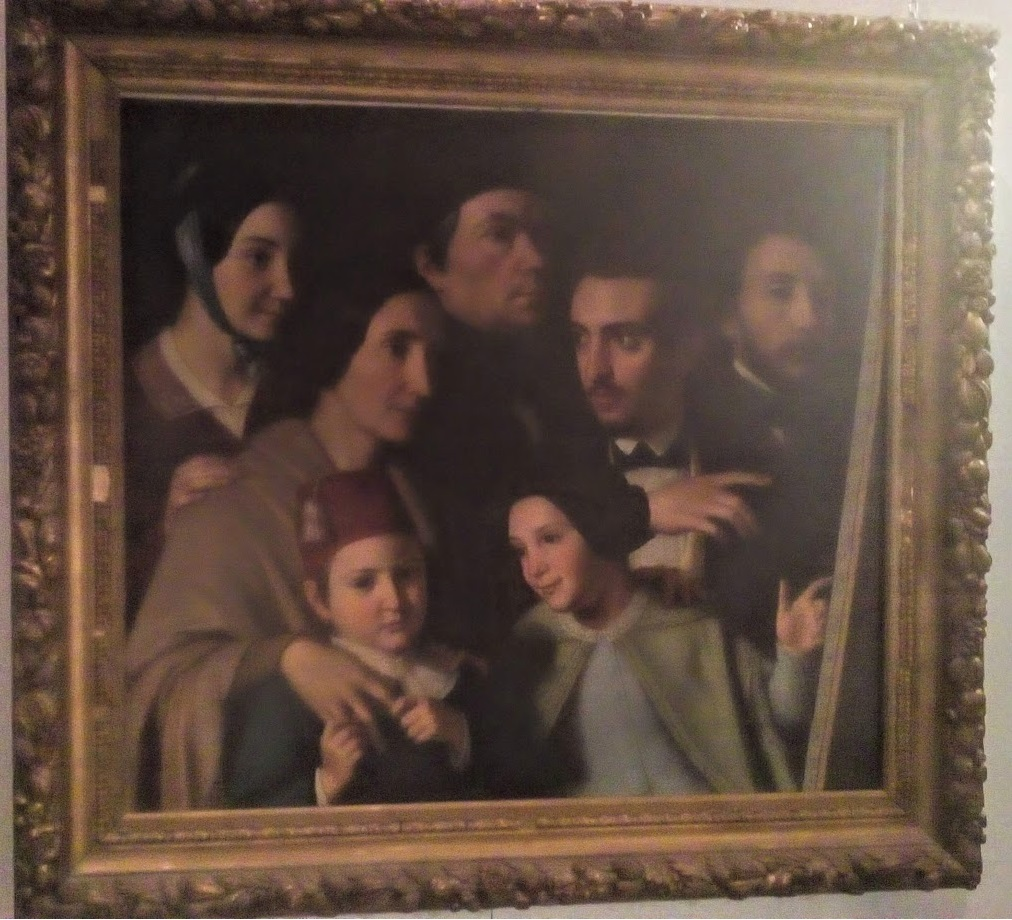
Giuseppe Rapisardi - Ritratto di Famiglia
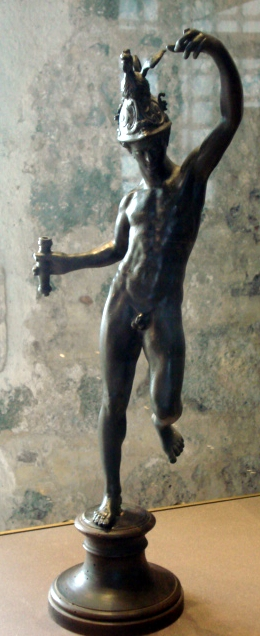
Perseo (XVI sec.)
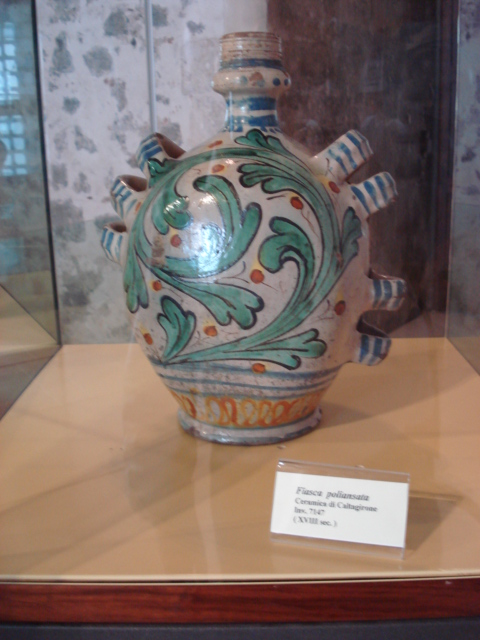
Ceramica di Caltagirone, sec. XVIII
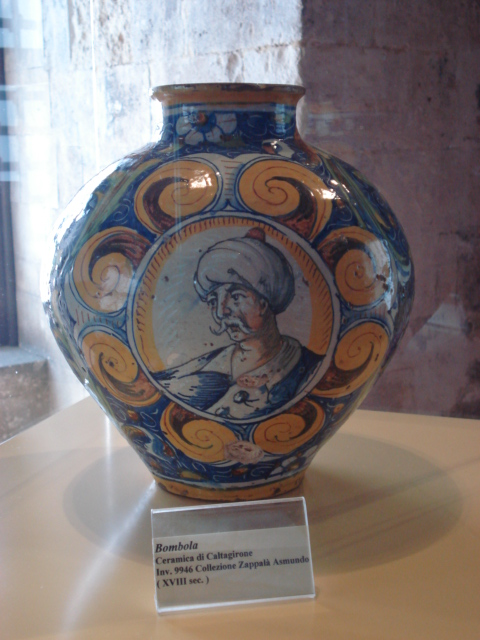
Ceramica di Caltagirone, sec. XVIII
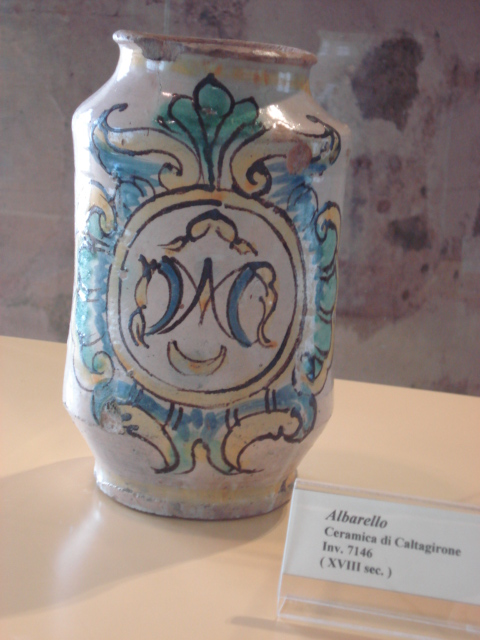
Ceramica di Caltagirone, sec. XVIII

#### Open Space
Grande sala dedicata a mostre ed esposizioni. Sono esposti vari bassorilievi ed alcune sculture, come delle epigrafi provenienti dalla Certosa di Nuovaluce ed un'urna di scuola gaginiana. In una sala adiacente sono esposti parte della collezione numismatica ed il Fondo Sebastiano Ittar: si tratta di matrici ed incisioni di Ittar, raffiguranti alcuni studi su monumenti ed opere d'arte catanesi.

## Progetto EpiCUM
Dal 2016 è attivo il progetto EPICUM, realizzato dall'Istituto di Scienze e Tecnologie della Cognizione del CNR e dall'Università di Oxford, per la digitalizzazione del corpus completo delle epigrafi del Museo civico al Castello Ursino. Le 580 epigrafi della collezione sono state catalogate secondo lo schema EpiDoc e sono rese disponibili in Linked Open Data.